# Bundestagswahlkreis Pinneberg
Der Wahlkreis Pinneberg (Wahlkreis 7) ist ein Bundestagswahlkreis in Schleswig-Holstein und umfasst den Kreis Pinneberg. Dazu gehört auch die Insel Helgoland.

## Wahlergebnisse

### Bundestagswahl 2025
Bei der Bundestagswahl 2025 waren 236.767 Einwohner im Wahlkreis wahlberechtigt, die Wahlbeteiligung lag bei 84,6 %.
Das Direktmandat gewann Daniel Kölbl (CDU) mit 31,8 %
Da die nach dem neuen Wahlrecht erforderliche Zweitstimmenabdeckung für die CDU in Schleswig-Holstein vorlag, zog Daniel Kölbl direkt in den Bundestag ein.
| Kandidaten                                             | Kandidaten                | Parteien/Listen       | Erststimmen | Erststimmen | Zweitstimmen | Zweitstimmen |
| Kandidaten                                             | Kandidaten                | Parteien/Listen       | Stimmen     | %           | Stimmen      | %            |
| ------------------------------------------------------ | ------------------------- | --------------------- | ----------- | ----------- | ------------ | ------------ |
|                                                        | Daniel Kölblgewählt im WK | CDU                   | 63.232      | 31,8        | 57.531       | 28,9         |
|                                                        | Ralf Stegner              | SPD                   | 49.714      | 25,0        | 40.326       | 20,2         |
|                                                        | Burghard Schalhorn        | AfD                   | 30.417      | 15,3        | 31.098       | 15,6         |
|                                                        | Ann Christin Hahn         | Bündnis 90/Die Grünen | 25.395      | 12,8        | 28.967       | 14,5         |
|                                                        | Karin Kunkel              | Die Linke             | 12.683      | 6,4         | 15.091       | 7,6          |
|                                                        | Philipp Rösch             | FDP                   | 7.675       | 3,9         | 10.087       | 5,1          |
|                                                        | —                         | BSW                   | –           | –           | 7.122        | 3,6          |
|                                                        | Thorsten Falke            | SSW                   | 4.617       | 2,3         | 3.976        | 2,0          |
|                                                        | Scarlett Hurna            | Volt                  | 2.423       | 1,2         | 2.016        | 1,0          |
|                                                        | —                         | Die PARTEI            | –           | –           | 1.360        | 0,7          |
|                                                        | Henning Schwennicke       | FREIE WÄHLER          | 2.190       | 1,1         | 1.313        | 0,7          |
|                                                        | Enno Kirchner             | BÜNDNIS DEUTSCHLAND   | 756         | 0,4         | 385          | 0,2          |
|                                                        | —                         | MLPD                  | –           | –           | 47           | 0,0          |
| Gesamt                                                 | Gesamt                    | Gesamt                | 199.102     | 100         | 199.319      | 100          |
|                                                        |                           |                       |             |             |              |              |
| Ungültige Stimmen                                      | Ungültige Stimmen         | Ungültige Stimmen     | 1.202       | 0,6         | 985          | 0,5          |
| Wähler                                                 | Wähler                    | Wähler                | 200.304     | 84,6        | 200.304      | 84,6         |
| Wahlberechtigte                                        | Wahlberechtigte           | Wahlberechtigte       | 236.767     |             | 236.767      |              |
|                                                        |                           |                       |             |             |              |              |
| Quellen: Die Bundeswahlleiterin, Kandidaten – Ergebnis |                           |                       |             |             |              |              |

Neben dem direkt gewählten Daniel Kölbl (CDU) konnte Ralf Stegner (SPD) über die Landesliste seiner Partei in den Bundestag einziehen.
Für Daniel Kölbl ist dies die erste Amtszeit im Bundestag und für Ralf Stegner die zweite Legislaturperiode.

### Bundestagswahl 2021
Bei der Bundestagswahl 2021 waren 238.388 Einwohner im Wahlkreis wahlberechtigt, die Wahlbeteiligung lag bei 80,3 %.
Das Direktmandat gewann Ralf Stegner (SPD) mit 31,2 %.
| Kandidaten                                                                                          | Kandidaten                | Parteien/Listen       | Erststimmen | Erststimmen | Zweitstimmen | Zweitstimmen |
| Kandidaten                                                                                          | Kandidaten                | Parteien/Listen       | Stimmen     | %           | Stimmen      | %            |
| --------------------------------------------------------------------------------------------------- | ------------------------- | --------------------- | ----------- | ----------- | ------------ | ------------ |
| | Ralf Stegnergewählt im WK | SPD                   | 59.298      | 31,2        | 55.693       | 29,3         |
| | Michael von Abercron      | CDU                   | 49.710      | 26,2        | 42.057       | 22,1         |
| | Jens Herndorff            | Bündnis 90/Die Grünen | 32.109      | 16,9        | 34.291       | 18,0         |
| | Philipp Rösch             | FDP                   | 20.737      | 10,9        | 25.663       | 13,5         |
| | Joachim Schneider         | AfD                   | 12.141      | 6,4         | 13.080       | 6,9          |
| | Cornelia Möhring          | Die Linke             | 5.659       | 3,0         | 6.363        | 3,3          |
| | Claudia Edmund            | SSW                   | 2.622       | 1,4         | 2.527        | 1,3          |
| | Beate Sabine Lehmann      | die Basis             | 2.895       | 1,5         | 2.389        | 1,3          |
| | -                         | Tierschutzpartei      | –           | –           | 2.320        | 1,2          |
| | Erkan Inak                | Die PARTEI            | 2.352       | 1,2         | 1.805        | 0,9          |
| | Kathrin Arbeck            | FREIE WÄHLER          | 2.380       | 1,3         | 1.731        | 0,9          |
| | -                         | Team Todenhöfer       | –           | –           | 799          | 0,4          |
| | -                         | Volt                  | –           | –           | 457          | 0,2          |
| | -                         | V-Partei³             | –           | –           | 208          | 0,1          |
| | -                         | ÖDP                   | –           | –           | 202          | 0,1          |
| | —                         | NPD                   | –           | –           | 188          | 0,1          |
| | —                         | Partei der Humanisten | –           | –           | 182          | 0,1          |
| | —                         | du.                   | –           | –           | 127          | 0,1          |
| | Rainer Urban              | LKR                   | 166         | 0,1         | 108          | 0,1          |
| | —                         | DKP                   | –           | –           | 59           | 0,0          |
| | —                         | MLPD                  | –           | –           | 21           | 0,0          |
| Gesamt                                                                                              | Gesamt                    | Gesamt                | 190.069     | 100         | 190.270      | 100          |
| |                           |                       |             |             |              |              |
| Ungültige Stimmen                                                                                   | Ungültige Stimmen         | Ungültige Stimmen     | 1.443       | 0,8         | 1.242        | 0,6          |
| Wähler                                                                                              | Wähler                    | Wähler                | 191.512     | 80,3        | 191.512      | 80,3         |
| Wahlberechtigte                                                                                     | Wahlberechtigte           | Wahlberechtigte       | 238.388     |             | 238.388      |              |
| |                           |                       |             |             |              |              |
| Quellen: Der Landeswahlleiter des Landes Schleswig-Holstein, Amtliches Endergebnis im Wahlkreis 007 |                           |                       |             |             |              |              |

Neben dem direkt gewählten Ralf Stegner (SPD) konnte Cornelia Möhring (Die Linke) über die Landesliste ihrer Partei in den Deutschen Bundestag einziehen.

Für Ralf Stegner war dies die erste Legislaturperiode im Bundestag. Cornelia Möhring gehörte ihm bereits seit 2009 an.

### Bundestagswahl 2017
Bei der Bundestagswahl 2017 waren 238.533 Einwohner im Wahlkreis wahlberechtigt, die Wahlbeteiligung lag bei 78,7 %.
Das Direktmandat gewann Michael von Abercron (CDU) mit 39,7 %.
| Kandidaten | Kandidaten                        | Parteien/Listen       | Erststimmen | Erststimmen | Zweitstimmen | Zweitstimmen |
| Kandidaten | Kandidaten                        | Parteien/Listen       | Stimmen     | %           | Stimmen      | %            |
| --- | --------------------------------- | --------------------- | ----------- | ----------- | ------------ | ------------ |
| | Michael von Abercrongewählt im WK | CDU                   | 73.816      | 39,7        | 63.863       | 34,3         |
| | Ernst Dieter Rossmann             | SPD                   | 56.460      | 30,3        | 42.729       | 22,9         |
| | Olaf Klampe                       | FDP                   | 14.441      | 7,8         | 24.735       | 13,3         |
| | Bernd Möbius                      | Bündnis 90/Die Grünen | 15.379      | 8,3         | 21.336       | 11,4         |
| | Joachim Schneider                 | AfD                   | 14.729      | 7,9         | 15.977       | 8,6          |
| | Cornelia Möhring                  | Die Linke             | 11.270      | 6,1         | 13.111       | 7,0          |
| | —                                 | Die PARTEI            | –           | –           | 2.200        | 1,2          |
| | —                                 | FREIE WÄHLER          | –           | –           | 954          | 0,5          |
| | —                                 | BGE                   | –           | –           | 541          | 0,3          |
| | —                                 | NPD                   | –           | –           | 446          | 0,2          |
| | —                                 | ÖDP                   | –           | –           | 428          | 0,2          |
| | —                                 | MLPD                  | –           | –           | 52           | 0,0          |
| Gesamt | Gesamt                            | Gesamt                | 186.095     | 100         | 186.372      | 100          |
| |                                   |                       |             |             |              |              |
| Ungültige Stimmen | Ungültige Stimmen                 | Ungültige Stimmen     | 1.620       | 0,9         | 1.343        | 0,7          |
| Wähler | Wähler                            | Wähler                | 187.715     | 78,7        | 187.715      | 78,7         |
| Wahlberechtigte | Wahlberechtigte                   | Wahlberechtigte       | 238.533     |             | 238.533      |              |
| |                                   |                       |             |             |              |              |
| Quellen: Kreis Pinneberg, Bekanntmachung der Kreiswahlvorschläge für die Bundestagswahl 2017 – Bundeswahlleiter, Amtliches Endergebnis im Wahlkreis 007 |                                   |                       |             |             |              |              |

Neben dem direkt gewählten Michael von Abercron (CDU) konnten Ernst Dieter Rossmann (SPD) und Cornelia Möhring (Die Linke) über die jeweiligen Landeslisten ihrer Parteien in den Deutschen Bundestag einziehen.
Für Michael von Abercron war dies die erste Legislaturperiode im Bundestag, für Ernst Dieter Rossmann die sechste und für Cornelia Möhring die dritte Amtszeit.

### Bundestagswahl 2013
Bei der Bundestagswahl 2013 waren 235.610 Einwohner im Wahlkreis wahlberechtigt, die Wahlbeteiligung lag bei 76,0 %.
Das Direktmandat gewann Ole Schröder (CDU) mit 45,4 %.
| Kandidaten | Kandidaten                | Parteien/Listen       | Erststimmen | Erststimmen | Zweitstimmen | Zweitstimmen |
| Kandidaten | Kandidaten                | Parteien/Listen       | Stimmen     | %           | Stimmen      | %            |
| --- | ------------------------- | --------------------- | ----------- | ----------- | ------------ | ------------ |
| | Ole Schrödergewählt im WK | CDU                   | 80.483      | 45,4        | 72.006       | 40,6         |
| | Ernst Dieter Rossmann     | SPD                   | 64.006      | 36,1        | 55.371       | 31,2         |
| | Valerie Wilms             | Bündnis 90/Die Grünen | 11.324      | 6,4         | 15.291       | 8,6          |
| | Olaf Klampe               | FDP                   | 3.303       | 1,9         | 9.863        | 5,6          |
| | Cornelia Möhring          | Die Linke             | 6.985       | 3,9         | 8.910        | 5,0          |
| | Sebastian Hausmann        | AfD                   | 6.766       | 3,8         | 8.479        | 4,8          |
| | Birgitt Piepgras          | PIRATEN               | 3.225       | 1,8         | 3.370        | 1,9          |
| | Ingo Stawitz              | NPD                   | 1.260       | 0,7         | 1.319        | 0,7          |
| | —                         | Tierschutzpartei      | –           | –           | 1.271        | 0,7          |
| | –                         | FREIE WÄHLER          | –           | –           | 786          | 0,4          |
| | –                         | Rentner               | –           | –           | 665          | 0,4          |
| | —                         | MLPD                  | –           | –           | 42           | 0,0          |
| Gesamt | Gesamt                    | Gesamt                | 177.352     | 100         | 177.373      | 100          |
| |                           |                       |             |             |              |              |
| Ungültige Stimmen | Ungültige Stimmen         | Ungültige Stimmen     | 1.703       | 1,0         | 1.682        | 0,9          |
| Wähler | Wähler                    | Wähler                | 179.055     | 76,0        | 179.055      | 76,0         |
| Wahlberechtigte | Wahlberechtigte           | Wahlberechtigte       | 235.610     |             | 235.610      |              |
| |                           |                       |             |             |              |              |
| Quellen: Kreis Pinneberg, Bekanntmachung der Kreiswahlvorschläge für die Bundestagswahl 2013 Die Bundeswahlleiterin, Amtliches Endergebnis im Wahlkreis 007 |                           |                       |             |             |              |              |

Neben dem direkt gewählten Ole Schröder (CDU) konnten Ernst Dieter Rossmann (SPD), Valerie Wilms (Bündnis 90/Die Grünen) und Cornelia Möhring (Die Linke) über die jeweiligen Landeslisten ihrer Parteien in den Deutschen Bundestag einziehen.

Für Ole Schröder war dies die vierte Legislaturperiode im Bundestag, für Ernst Dieter Rossmann die fünfte, für Valerie Wilms und Cornelia Möhring jeweils die zweite Amtszeit.

### Bundestagswahl 2009
Bei der Bundestagswahl 2009 waren 232.899 Einwohner wahlberechtigt, die Wahlbeteiligung lag bei 75,6 %.
Das Direktmandat gewann Ole Schröder (CDU) mit 40,8 %.
| Kandidaten | Kandidaten                                  | Parteien/Listen       | Erststimmen | Erststimmen | Zweitstimmen | Zweitstimmen |
| Kandidaten | Kandidaten                                  | Parteien/Listen       | Stimmen     | %           | Stimmen      | %            |
| --- | ------------------------------------------- | --------------------- | ----------- | ----------- | ------------ | ------------ |
| | Ole Schrödergewählt im WK                   | CDU                   | 70.458      | 40,8        | 57.203       | 33,1         |
| | Ernst Dieter Rossmann                       | SPD                   | 54.950      | 31,8        | 45.540       | 26,3         |
| | Olaf Klampe                                 | FDP                   | 17.018      | 9,8         | 28.460       | 16,5         |
| | Valerie Wilms                               | Bündnis 90/Die Grünen | 16.143      | 9,3         | 20.978       | 12,1         |
| | Klaus-Dieter Brügmann                       | Die Linke             | 11.794      | 6,8         | 13.412       | 7,8          |
| | –                                           | PIRATEN               | –           | –           | 3.659        | 2,1          |
| | Ingo Stawitz                                | NPD                   | 1.912       | 1,1         | 1.743        | 1,0          |
| | –                                           | RENTNER               | –           | –           | 1.571        | 0,9          |
| | –                                           | DVU                   | –           | –           | 193          | 0,1          |
| | -                                           | MLPD                  | –           | –           | 56           | 0,0          |
| | Rolf Hoffmann (Einzelbewerber/„Kann Was“) * | —                     | 529         | 0,3         | –            | –            |
| Gesamt | Gesamt                                      | Gesamt                | 172.804     | 100         | 172.995      | 100          |
| |                                             |                       |             |             |              |              |
| Ungültige Stimmen | Ungültige Stimmen                           | Ungültige Stimmen     | 3.384       | 1,9         | 3.193        | 1,8          |
| Wähler | Wähler                                      | Wähler                | 176.188     | 75,6        | 176.188      | 75,6         |
| Wahlberechtigte | Wahlberechtigte                             | Wahlberechtigte       | 232.899     |             | 232.899      |              |
| |                                             |                       |             |             |              |              |
| Quellen: Kreis Pinneberg, Bekanntmachung der Kreiswahlvorschläge für die Bundestagswahl 2009 Die Bundeswahlleiterin, Amtliches Endergebnis im Wahlkreis 007 |                                             |                       |             |             |              |              |

* kandidierte nur als Direktkandidat, daher war keine Zweitstimmenabgabe möglich
Neben dem direkt gewählten Ole Schröder (CDU) konnten Ernst Dieter Rossmann (SPD) und Valerie Wilms (Bündnis 90/Die Grünen) über die jeweiligen Landeslisten ihrer Parteien in den Deutschen Bundestag einziehen.

Für Ole Schröder war dies die dritte Legislaturperiode im Bundestag, für Ernst Dieter Rossmann die vierte und für Valerie Wilms die erste Amtszeit.

### Bundestagswahl 2005
Bei der Bundestagswahl 2005 waren 227.185 Einwohner im Wahlkreis wahlberechtigt, die Wahlbeteiligung lag bei 81,7 %.
Das Direktmandat gewann Ole Schröder (CDU) mit 44,2 %.
| Kandidaten                                                                                             | Kandidaten                | Parteien/Listen       | Erststimmen | Erststimmen | Zweitstimmen | Zweitstimmen |
| Kandidaten                                                                                             | Kandidaten                | Parteien/Listen       | Stimmen     | %           | Stimmen      | %            |
| --- | ------------------------- | --------------------- | ----------- | ----------- | ------------ | ------------ |
| | Ernst Dieter Rossmann     | SPD                   | 78.236      | 42,8        | 68.570       | 37,4         |
| | Ole Schrödergewählt im WK | CDU                   | 80.935      | 44,2        | 67.534       | 36,8         |
| | Matthias Scheffler        | FDP                   | 17.018      | 9,3         | 18.796       | 10,3         |
| | Rainder Steenblock        | Bündnis 90/Die Grünen | 9.118       | 5,0         | 16.610       | 9,1          |
| | Claus-Peter Matetzki      | Die Linke             | 6.142       | 3,4         | 8.043        | 4,4          |
| | –                         | FAMILIE               | –           | –           | 1.906        | 1,0          |
| | Ingo Stawitz              | NPD                   | 1.789       | 1,0         | 1.770        | 1,0          |
| | -                         | MLPD                  | –           | –           | 93           | 0,1          |
| Gesamt                                                                                                 | Gesamt                    | Gesamt                | 182.963     | 100         | 183.322      | 100          |
| |                           |                       |             |             |              |              |
| Ungültige Stimmen                                                                                      | Ungültige Stimmen         | Ungültige Stimmen     | 2.646       | 1,4         | 2.287        | 1,2          |
| Wähler                                                                                                 | Wähler                    | Wähler                | 185.609     | 81,7        | 185.609      | 81,7         |
| Wahlberechtigte                                                                                        | Wahlberechtigte           | Wahlberechtigte       | 227.185     |             | 227.185      |              |
| |                           |                       |             |             |              |              |
| Quellen: Die Bundeswahlleiterin, Ergebnisse der Wahl zum 16. Deutschen Bundestag am 18. September 2005 |                           |                       |             |             |              |              |

Neben dem direkt gewählten Ole Schröder (CDU) konnten Ernst Dieter Rossmann (SPD) und Rainder Steenblock (Bündnis 90/Die Grünen) über ihre jeweiligen Landeslisten in den Deutschen Bundestag einziehen.

Für Ole Schröder war dies die zweite Legislaturperiode im Bundestag, für Ernst Dieter Rossmann und Rainer Steenblock jeweils die dritte Amtszeit.

### Bundestagswahl 2002
Bei der Bundestagswahl 2002 waren 223.977 Einwohner im Wahlkreis wahlberechtigt, die Wahlbeteiligung lag bei 83,7 %.
Das Direktmandat gewann Ernst Dieter Rossmann (SPD) mit 46,4 %.
| Kandidaten                                                                                             | Kandidaten                         | Parteien/Listen       | Erststimmen | Erststimmen | Zweitstimmen | Zweitstimmen |
| Kandidaten                                                                                             | Kandidaten                         | Parteien/Listen       | Stimmen     | %           | Stimmen      | %            |
| --- | ---------------------------------- | --------------------- | ----------- | ----------- | ------------ | ------------ |
| | Ernst Dieter Rossmanngewählt im WK | SPD                   | 85.773      | 46,4        | 77.166       | 41,6         |
| | Ole Schröder                       | CDU                   | 75.910      | 41,0        | 65.925       | 35,5         |
| | Rainder Steenblock                 | Bündnis 90/Die Grünen | 10.717      | 5,8         | 18.998       | 10,2         |
| | Heiko Hamdorf                      | FDP                   | 9.607       | 5,2         | 15.419       | 8,3          |
| | –                                  | Schill                | –           | –           | 4.414        | 2,4          |
| | Dirk Ingo Franke                   | PDS                   | 1.911       | 1,0         | 2.204        | 1,2          |
| | –                                  | GRAUE                 | –           | –           | 494          | 0,3          |
| | Hartmut Nitz                       | PBC                   | 675         | 0,4         | 440          | 0,2          |
| | -                                  | NPD                   | –           | –           | 399          | 0,2          |
| | –                                  | REP                   | –           | –           | 241          | 0,1          |
| | Heinz Stehr (DKP) *                | -                     | 450         | 0,2         | –            | –            |
| Gesamt                                                                                                 | Gesamt                             | Gesamt                | 185.043     | 100         | 185.700      | 100          |
| |                                    |                       |             |             |              |              |
| Ungültige Stimmen                                                                                      | Ungültige Stimmen                  | Ungültige Stimmen     | 2.452       | 1,3         | 1.795        | 1,0          |
| Wähler                                                                                                 | Wähler                             | Wähler                | 187.495     | 83,7        | 187.495      | 83,7         |
| Wahlberechtigte                                                                                        | Wahlberechtigte                    | Wahlberechtigte       | 223.977     |             | 223.977      |              |
| |                                    |                       |             |             |              |              |
| Quellen: Die Bundeswahlleiterin, Ergebnisse der Wahl zum 15. Deutschen Bundestag am 22. September 2002 |                                    |                       |             |             |              |              |

* Kandidatur nur als Direktkandidat, die Partei hatte keine Landesliste für Schleswig-Holstein aufgestellt. Daher war keine Zweitstimmenabgabe möglich.
Neben dem direkt gewählten Ernst Dieter Rossmann (SPD) konnten Ole Schröder (CDU) und Rainder Steenblock (Bündnis 90/Die Grünen) über ihre jeweiligen Landeslisten in den Deutschen Bundestag einziehen.

Für Ernst Dieter Rossmann war dies die zweite Legislaturperiode im Bundestag, für Ole Schröder die erste und Rainer Steenblock die zweite Amtszeit.

### Bundestagswahl 1998
Bei der Bundestagswahl 1998 waren 219.335 Einwohner im Wahlkreis wahlberechtigt, die Wahlbeteiligung lag bei 84,7 %.
Das Direktmandat gewann Ernst Dieter Rossmann (SPD) mit 47,9 %.
| Kandidaten | Kandidaten                            | Parteien/Listen       | Erststimmen | Erststimmen | Zweitstimmen | Zweitstimmen |
| Kandidaten | Kandidaten                            | Parteien/Listen       | Stimmen     | %           | Stimmen      | %            |
| --- | ------------------------------------- | --------------------- | ----------- | ----------- | ------------ | ------------ |
| | Ernst Dieter Rossmanngewählt im WK    | SPD                   | 87.477      | 47,9        | 82.539       | 44,9         |
| | Gert Willner                          | CDU                   | 75.910      | 41,5        | 65.095       | 35,4         |
| | Heidrun Osterhoff                     | F.D.P.                | 6.136       | 3,4         | 15.198       | 8,3          |
| | Anke Bönisch                          | Bündnis 90/Die Grünen | 8.635       | 4,7         | 12.138       | 6,6          |
| | –                                     | DVU                   | –           | –           | 2.813        | 1,5          |
| | Andreas Kranz                         | PDS                   | 2.195       | 1,2         | 2.709        | 1,5          |
| | –                                     | Pro DM                | –           | –           | 1.224        | 0,7          |
| | –                                     | GRAUE                 | –           | –           | 551          | 0,3          |
| | –                                     | REP                   | –           | –           | 520          | 0,3          |
| | –                                     | BFB – Die Offensive   | –           | –           | 402          | 0,2          |
| | -                                     | NPD                   | –           | –           | 264          | 0,1          |
| | –                                     | DIE FRAUEN            | –           | –           | 264          | 0,1          |
| | –                                     | ödp                   | –           | –           | 149          | 0,1          |
| | Manfred Korczanowski (STATT Partei) * | -                     | 884         | 0,5         | –            | –            |
| | Heinz Stehr (DKP) *                   | -                     | 323         | 0,2         | –            | –            |
| | Sabine Eva Praß (FSU) *               | -                     | 244         | 0,1         | –            | –            |
| Gesamt | Gesamt                                | Gesamt                | 182.716     | 100         | 183.771      | 100          |
| |                                       |                       |             |             |              |              |
| Ungültige Stimmen | Ungültige Stimmen                     | Ungültige Stimmen     | 2.972       | 1,6         | 1.917        | 1,0          |
| Wähler | Wähler                                | Wähler                | 185.688     | 84,7        | 185.688      | 84,7         |
| Wahlberechtigte | Wahlberechtigte                       | Wahlberechtigte       | 219.335     |             | 219.335      |              |
| |                                       |                       |             |             |              |              |
| Quellen: Statistisches Landesamt Schleswig-Holstein, Wahlkreisbewerberinnen und -bewerber Statistische Berichte, B VIII 1 - 2/98 Die Bundeswahlleiterin, Wahl zum 14. Deutschen Bundestag am 27. September 1998 |                                       |                       |             |             |              |              |

* Kandidatur nur als Direktkandidat, die Partei hatte keine Landesliste für Schleswig-Holstein aufgestellt. Daher war keine Zweitstimmenabgabe möglich.
Neben dem direkt gewählten Ernst Dieter Rossmann (SPD) konnte Gert Willner (CDU) über die Landesliste seiner Partei in den Deutschen Bundestag einziehen.

Für Ernst Dieter Rossmann war dies die erste Legislaturperiode im Bundestag und für Gert Willner die zweite Amtszeit.
Gert Wilner verstarb im Jahr 2000.

### Bundestagswahl 1994
Bei der Bundestagswahl 1994 waren 216.646 Einwohner im Wahlkreis wahlberechtigt, die Wahlbeteiligung lag bei 83,7 %.
Das Direktmandat gewann Gert Willner (CDU) mit 44,7 %.
| Kandidaten | Kandidaten                | Parteien/Listen             | Erststimmen | Erststimmen | Zweitstimmen | Zweitstimmen |
| Kandidaten | Kandidaten                | Parteien/Listen             | Stimmen     | %           | Stimmen      | %            |
| --- | ------------------------- | --------------------------- | ----------- | ----------- | ------------ | ------------ |
| | Gert Willnergewählt im WK | CDU                         | 80.206      | 44,7        | 74.188       | 41,2         |
| | Lieselott Blunck          | SPD                         | 74.875      | 41,8        | 68.310       | 38,0         |
| | Rainder Steenblock        | Bündnis 90/Die Grünen       | 14.595      | 8,1         | 16.229       | 9,0          |
| | Günther Hildebrand        | F.D.P.                      | 6.700       | 3,7         | 15.097       | 8,4          |
| | –                         | PDS                         | –           | –           | 2.221        | 1,2          |
| | Wilfried Hein             | REP                         | 2.332       | 1,3         | 2.090        | 1,2          |
| | –                         | Die Grauen                  | –           | –           | 1.083        | 0,6          |
| | –                         | NATURGESETZ und Bewusstsein | –           | –           | 430          | 0,2          |
| | –                         | ödp                         | –           | –           | 242          | 0,1          |
| | –                         | MLPD                        | –           | –           | 31           | 0,0          |
| | Heinz Stehr (DKP) *       | -                           | 347         | 0,2         | –            | –            |
| | Wilfried Harder (FSU) *   | -                           | 248         | 0,1         | –            | –            |
| Gesamt | Gesamt                    | Gesamt                      | 179.303     | 100         | 179.921      | 100          |
| |                           |                             |             |             |              |              |
| Ungültige Stimmen | Ungültige Stimmen         | Ungültige Stimmen           | 1.985       | 1,1         | 1.367        | 0,8          |
| Wähler | Wähler                    | Wähler                      | 181.288     | 83,7        | 181.288      | 83,7         |
| Wahlberechtigte | Wahlberechtigte           | Wahlberechtigte             | 216.646     |             | 216.646      |              |
| |                           |                             |             |             |              |              |
| Quellen: Statistisches Landesamt Schleswig-Holstein, Wahlkreisbewerberinnen und Bewerber Statistische Berichte, B VII 1 - 2/94 Die Bundeswahlleiterin, Wahl zum 13. Deutschen Bundestag am 16. Oktober 1994 |                           |                             |             |             |              |              |

* Kandidatur nur als Direktkandidat, die Partei hatte keine Landesliste für Schleswig-Holstein aufgestellt. Daher war keine Zweitstimmenabgabe möglich.
Neben dem direkt gewählten Gert Willner (CDU) konnten Lieselott Blunck (SPD) und Rainder Steenblock (Bündnis 90/Die Grünen) über die jeweiligen Landeslisten ihrer Parteien in den Deutschen Bundestag einziehen.

Für Gert Wilner war dies die erste Legislaturperiode im Bundestag, für Lieselott Blunck die fünfte und für Rainder Steenblock die erste Amtszeit.
Rainder Steenblock schied 1996 aus dem Bundestag aus um als Minister für Natur, Umwelt und Forsten und stellvertretender Ministerpräsident in die Landesregierung von Schleswig-Holstein zu wechseln.

### Bundestagswahl 1990
Bei der Bundestagswahl 1990 waren 211.947 Einwohner im Wahlkreis wahlberechtigt, die Wahlbeteiligung lag bei 81,6 %.
Das Direktmandat gewann Ingrid Roitzsch (CDU) mit 43,9 %.
| Kandidaten | Kandidaten                                         | Parteien/Listen   | Erststimmen | Erststimmen | Zweitstimmen | Zweitstimmen |
| Kandidaten | Kandidaten                                         | Parteien/Listen   | Stimmen     | %           | Stimmen      | %            |
| --- | -------------------------------------------------- | ----------------- | ----------- | ----------- | ------------ | ------------ |
| | Ingrid Roitzschgewählt im WK                       | CDU               | 74.943      | 43,9        | 72.541       | 42,3         |
| | Lieselott Blunck                                   | SPD               | 69.159      | 40,5        | 64.387       | 37,5         |
| | Wolfgang Kubicki                                   | F.D.P.            | 14.746      | 8,6         | 22.799       | 13,3         |
| | Karl-Martin Hentschel                              | Die Grünen        | 8.245       | 4,8         | 7.143        | 4,2          |
| | Torsten Omland                                     | REP               | 2.051       | 1,2         | 2.036        | 1,2          |
| | –                                                  | GRAUE             | –           | –           | 1.175        | 0,7          |
| | –                                                  | PDS/LL            | –           | –           | 751          | 0,4          |
| | Friedrich Karl Riedel                              | NPD               | 472         | 0,3         | 431          | 0,3          |
| | Helge Johannsen                                    | ödp               | 532         | 0,3         | 404          | 0,2          |
| | Kurt Thede (Einzelbewerber/Der springende Punkt) * | -                 | 467         | 0,3         | –            | –            |
| Gesamt | Gesamt                                             | Gesamt            | 170.624     | 100         | 171.667      | 100          |
| |                                                    |                   |             |             |              |              |
| Ungültige Stimmen | Ungültige Stimmen                                  | Ungültige Stimmen | 2.301       | 1,3         | 1.258        | 0,7          |
| Wähler | Wähler                                             | Wähler            | 172.925     | 81,6        | 172.925      | 81,6         |
| Wahlberechtigte | Wahlberechtigte                                    | Wahlberechtigte   | 211.947     |             | 211.947      |              |
| |                                                    |                   |             |             |              |              |
| Quellen: Statistisches Landesamt Schleswig-Holstein, Wahlkreisbewerber Statistische Berichte, B VII 1 - 2/90 Die Bundeswahlleiter, Wahl zum 12. Deutschen Bundestag am 2. Dezember 1990 |                                                    |                   |             |             |              |              |

* Kandidatur nur als Direktkandidat. Daher war keine Zweitstimmenabgabe möglich.
Neben der direkt gewählten Ingrid Roitzsch (CDU) konnten Lieselott Blunck (SPD) und Wolfgang Kubicki (F.D.P.) über die jeweiligen Landeslisten ihrer Parteien in den Deutschen Bundestag einziehen.

Für Ingrid Roitzsch war dies die dritte Legislaturperiode im Bundestag, für Lieselott Blunck die vierte und für Wolfgang Kubicki die erste Amtszeit.
Wolfgang Kubicki schied 1992 aus dem Bundestag aus, um als Abgeordneter in den Landtag von Schleswig-Holstein zu wechseln.

### Bundestagswahl 1987
Bei der Bundestagswahl 1987 waren 205.455 Einwohner im Wahlkreis wahlberechtigt, die Wahlbeteiligung lag bei 86,0 %.
Das Direktmandat gewann Ingrid Roitzsch (CDU) mit 45,9 %.
| Kandidaten                                                                         | Kandidaten                                         | Parteien/Listen   | Erststimmen | Erststimmen | Zweitstimmen | Zweitstimmen |
| Kandidaten                                                                         | Kandidaten                                         | Parteien/Listen   | Stimmen     | %           | Stimmen      | %            |
| ---------------------------------------------------------------------------------- | -------------------------------------------------- | ----------------- | ----------- | ----------- | ------------ | ------------ |
|                                                                                    | Ingrid Roitzschgewählt im WK                       | CDU               | 80.026      | 45,9        | 74.545       | 42,5         |
|                                                                                    | Lieselott Blunck                                   | SPD               | 72.180      | 41,4        | 66.502       | 37,9         |
|                                                                                    | ?                                                  | F.D.P.            | 8.636       | 5,0         | 18.520       | 10,6         |
|                                                                                    | Joachim Rose                                       | Die Grünen        | 11.202      | 6,4         | 14.488       | 8,3          |
|                                                                                    | ?                                                  | NPD               | 843         | 0,5         | 797          | 0,5          |
|                                                                                    | –                                                  | Frauen            | –           | –           | 389          | 0,2          |
|                                                                                    | ?                                                  | Patrioten         | 176         | 0,1         | 121          | 0,1          |
|                                                                                    | –                                                  | MLPD              | –           | –           | 51           | 0,0          |
|                                                                                    | Kurt Thede (Einzelbewerber/Wählergruppe Frieden) * | -                 | 1.397       | 0,8         | –            | –            |
| Gesamt                                                                             | Gesamt                                             | Gesamt            | 174.460     | 100         | 175.413      | 100          |
|                                                                                    |                                                    |                   |             |             |              |              |
| Ungültige Stimmen                                                                  | Ungültige Stimmen                                  | Ungültige Stimmen | 2.302       | 1,3         | 1.349        | 0,8          |
| Wähler                                                                             | Wähler                                             | Wähler            | 176.762     | 86,0        | 176.762      | 86,0         |
| Wahlberechtigte                                                                    | Wahlberechtigte                                    | Wahlberechtigte   | 205.455     |             | 205.455      |              |
|                                                                                    |                                                    |                   |             |             |              |              |
| Quellen: Die Bundeswahlleiter, Wahl zum 11. Deutschen Bundestag am 25. Januar 1987 |                                                    |                   |             |             |              |              |

* Kandidatur nur als Direktkandidat. Daher war keine Zweitstimmenabgabe möglich.
Neben der direkt gewählten Ingrid Roitzsch (CDU) konnte Lieselott Blunck (SPD) über die Landesliste ihrer Partei in den Deutschen Bundestag einziehen.

Für Ingrid Roitzsch war dies die zweite Legislaturperiode im Bundestag und für Lieselott Blunck die dritte Amtszeit.

### Bundestagswahl 1983
Bei der Bundestagswahl 1983 waren 195.852 Einwohner im Wahlkreis wahlberechtigt, die Wahlbeteiligung lag bei 90,7 %.
Das Direktmandat gewann Ingrid Roitzsch (CDU) mit 49,5 %
| Kandidaten                                                                      | Kandidaten                   | Parteien/Listen   | Erststimmen | Erststimmen | Zweitstimmen | Zweitstimmen |
| Kandidaten                                                                      | Kandidaten                   | Parteien/Listen   | Stimmen     | %           | Stimmen      | %            |
| ------------------------------------------------------------------------------- | ---------------------------- | ----------------- | ----------- | ----------- | ------------ | ------------ |
|                                                                                 | Ingrid Roitzschgewählt im WK | CDU               | 86.936      | 49,5        | 81.651       | 46,3         |
|                                                                                 | Lieselott Blunck             | SPD               | 76.018      | 43,3        | 71.066       | 40,3         |
|                                                                                 | Enno Harder                  | F.D.P.            | 4.507       | 2,6         | 12.489       | 7,1          |
|                                                                                 | Walter Sauermilch            | Die Grünen        | 7.628       | 4,3         | 10.483       | 5,9          |
|                                                                                 | Herbert Offermanns           | DKP               | 550         | 0,3         | 431          | 0,2          |
|                                                                                 | –                            | NPD               | –           | –           | 246          | 0,1          |
|                                                                                 | –                            | EAP               | –           | –           | 54           | 0,0          |
|                                                                                 | –                            | KPD/ML            | –           | –           | 33           | 0,0          |
| Gesamt                                                                          | Gesamt                       | Gesamt            | 175.639     | 100         | 176.463      | 100          |
|                                                                                 |                              |                   |             |             |              |              |
| Ungültige Stimmen                                                               | Ungültige Stimmen            | Ungültige Stimmen | 2.045       | 1,2         | 1.221        | 0,7          |
| Wähler                                                                          | Wähler                       | Wähler            | 177.684     | 90,7        | 177.684      | 90,7         |
| Wahlberechtigte                                                                 | Wahlberechtigte              | Wahlberechtigte   | 195.852     |             | 195.852      |              |
|                                                                                 |                              |                   |             |             |              |              |
| Quellen: Die Bundeswahlleiter, Wahl zum 10. Deutschen Bundestag am 6. März 1983 |                              |                   |             |             |              |              |

Neben der direkt gewählten Ingrid Roitzsch (CDU) konnten Lieselott Blunck (SPD) und Walter Sauermilch (Die Grünen) über die Landesliste ihrer Parteien in den Deutschen Bundestag einziehen.

Für Ingrid Roitzsch war dies die erste Legislaturperiode im Bundestag und für Lieselott Blunck die zweite und für Walter Sauermilch die erste Amtszeit.
Walter Sauermilch schied 1985 im Rahmen des damals bei den Grünen üblichen Rotationsprinzip nach der Hälfte der Wahlperiode aus dem Bundestag aus.

### Bundestagswahl 1980
Bei der Bundestagswahl 1980 waren 191.079 Einwohner wahlberechtigt, die Wahlbeteiligung lag bei 90,6 %.
Das Direktmandat gewann Reinhard Ueberhorst (SPD) mit 48,6 %
| Kandidaten                                                                          | Kandidaten                       | Parteien/Listen   | Erststimmen | Erststimmen | Zweitstimmen | Zweitstimmen |
| Kandidaten                                                                          | Kandidaten                       | Parteien/Listen   | Stimmen     | %           | Stimmen      | %            |
| ----------------------------------------------------------------------------------- | -------------------------------- | ----------------- | ----------- | ----------- | ------------ | ------------ |
|                                                                                     | Reinhard Ueberhorstgewählt im WK | SPD               | 82.887      | 48,6        | 77.543       | 45,1         |
|                                                                                     | Rainer Ute Harms                 | CDU               | 67.496      | 39,6        | 65.222       | 38,0         |
|                                                                                     | Dr. Klaus Nolden                 | F.D.P.            | 16.513      | 9,7         | 25.572       | 14,9         |
|                                                                                     | Dietrich-Wilhelm Plagemann       | Die Grünen        | 3.065       | 1,8         | 2.610        | 1,5          |
|                                                                                     | Herbert Offermanns               | DKP               | 566         | 0,3         | 468          | 0,3          |
|                                                                                     | –                                | NPD               | –           | –           | 215          | 0,1          |
|                                                                                     | Hanni Brey                       | V                 | 86          | 0,1         | 62           | 0,0          |
|                                                                                     | –                                | EAP               | –           | –           | 36           | 0,0          |
|                                                                                     | Uwe Berkmann                     | KBW               | 46          | 0,0         | 33           | 0,0          |
| Gesamt                                                                              | Gesamt                           | Gesamt            | 170.659     | 100         | 171.761      | 100          |
|                                                                                     |                                  |                   |             |             |              |              |
| Ungültige Stimmen                                                                   | Ungültige Stimmen                | Ungültige Stimmen | 2.458       | 1,4         | 1.356        | 0,8          |
| Wähler                                                                              | Wähler                           | Wähler            | 173.117     | 90,6        | 173.117      | 90,6         |
| Wahlberechtigte                                                                     | Wahlberechtigte                  | Wahlberechtigte   | 191.079     |             | 191.079      |              |
|                                                                                     |                                  |                   |             |             |              |              |
| Quellen: Die Bundeswahlleiterin, Wahl zum 9. Deutschen Bundestag am 5. Oktober 1980 |                                  |                   |             |             |              |              |

Für den direkt gewählten Reinhard Ueberhorst (SPD) war dies die zweite Legislaturperiode im Bundestag.
Reinhard Ueberhorst legte sein Bundestagsmandat im Januar 1981 nieder, um als Senator für Gesundheit und Umweltschutz in den Senat von West-Berlin zu wechseln. Für ihn rückte Lieselott Blunck (SPD) als nächste zu berücksichtigende Listenbewerberin für die SPD in den Bundestag nach.

### Bundestagswahl 1976
Bei der Bundestagswahl 1976 waren 182.184 Einwohner im Wahlkreis wahlberechtigt, die Wahlbeteiligung lag bei 92,1 %.
Das Direktmandat gewann Reinhard Ueberhorst (SPD) mit 46,2 %.
Die Herabsetzung des Volljährigkeitsalters von 21 auf 18 Jahre am 1. Januar 1975 hatte zur Folge, dass das Mindestalter für das passive Wahlrecht zum Bundestag von 21 Jahren auf 18 sank, weil dieses gesetzlich an das Volljährigkeitsalter gekoppelt ist.
| Kandidaten | Kandidaten                       | Parteien/Listen   | Erststimmen | Erststimmen | Zweitstimmen | Zweitstimmen |
| Kandidaten | Kandidaten                       | Parteien/Listen   | Stimmen     | %           | Stimmen      | %            |
| --- | -------------------------------- | ----------------- | ----------- | ----------- | ------------ | ------------ |
| | Reinhard Ueberhorstgewählt im WK | SPD               | 76.726      | 46,2        | 74.411       | 44,6         |
| | Dr. Adolf Francke                | CDU               | 74.184      | 44,7        | 73.718       | 44,2         |
| | Heiner Bremer                    | F.D.P.            | 13.784      | 8,3         | 17.464       | 10,5         |
| | Artur Stehr                      | DKP               | 841         | 0,5         | 468          | 0,3          |
| | Friedrich Riedel                 | NPD               | 394         | 0,2         | 337          | 0,2          |
| | Joachim Krüger                   | KBW               | 146         | 0,1         | 92           | 0,1          |
| | –                                | AUD               | –           | –           | 68           | 0,0          |
| | –                                | KPD               | –           | –           | 62           | 0,0          |
| | –                                | AVP               | –           | –           | 14           | 0,0          |
| Gesamt | Gesamt                           | Gesamt            | 166.075     | 100         | 166.867      | 100          |
| |                                  |                   |             |             |              |              |
| Ungültige Stimmen | Ungültige Stimmen                | Ungültige Stimmen | 1.651       | 1,0         | 859          | 0,5          |
| Wähler | Wähler                           | Wähler            | 167.726     | 92,1        | 167.726      | 92,1         |
| Wahlberechtigte | Wahlberechtigte                  | Wahlberechtigte   | 182.184     |             | 182.184      |              |
| |                                  |                   |             |             |              |              |
| Quellen: Die Bundeswahlleiterin, Wahl zum 8. Deutschen Bundestag am 3. Oktober 1976, Statistisches Bundesamt Die Wahlbewerber für die Wahl zum 8. Deutschen Bundestag 1976, Stuttgart 1976 |                                  |                   |             |             |              |              |

Für den direkt gewählten Reinhard Ueberhorst (SPD) war dies die erste Legislaturperiode im Bundestag.

### Bundestagswahl 1972
Bei der Bundestagswahl 1972 waren 176.512 Einwohner im Wahlkreis wahlberechtigt, die Wahlbeteiligung lag bei 92,2 %.
Das Direktmandat gewann Hermann P. Reiser (SPD) mit 51,3 %
Erstmals durften auch junge Menschen im Alter von 18 bis 20 Jahren an der Bundestagswahl teilnehmen, nachdem im Juli 1970 das Wahlalter für das aktive Wahlrecht von 21 auf 18 Jahre gesenkt wurde. Außerdem wurde das Mindestalter für das passive Wahlrecht von bisher 25 Jahren auf 21 Jahre gesenkt. Es war damit die einzige Bundestagswahl, bei der das Mindestalter für das passive Wahlrecht bei 21 Jahren lag.
| Kandidaten | Kandidaten                     | Parteien/Listen   | Erststimmen | Erststimmen | Zweitstimmen | Zweitstimmen |
| Kandidaten | Kandidaten                     | Parteien/Listen   | Stimmen     | %           | Stimmen      | %            |
| --- | ------------------------------ | ----------------- | ----------- | ----------- | ------------ | ------------ |
| | Hermann P. Reisergewählt im WK | SPD               | 82.599      | 51,3        | 76.073       | 47,0         |
| | Rolf Bremer                    | CDU               | 69.290      | 43,1        | 57.771       | 35,7         |
| | Klaus G. Bremer                | F.D.P.            | 7.913       | 4,9         | 16.730       | 10,3         |
| | Friedrich Riedel               | NPD               | 487         | 0,3         | 580          | 0,4          |
| | Artur Stehr                    | DKP               | 393         | 0,2         | 494          | 0,3          |
| | Hans-W. von Gottberg           | EFP               | 168         | 0,1         | 137          | 0,1          |
| | Wilfried Harder (FSU) *        | -                 | 85          | 0,1         | –            | –            |
| Gesamt | Gesamt                         | Gesamt            | 160.935     | 100         | 161.785      | 100          |
| |                                |                   |             |             |              |              |
| Ungültige Stimmen | Ungültige Stimmen              | Ungültige Stimmen | 1.864       | 1,1         | 1.014        | 0,6          |
| Wähler | Wähler                         | Wähler            | 162.799     | 92,2        | 162.799      | 92,2         |
| Wahlberechtigte | Wahlberechtigte                | Wahlberechtigte   | 176.512     |             | 176.512      |              |
| |                                |                   |             |             |              |              |
| Quellen: Die Bundeswahlleiterin, Wahl zum 7. Deutschen Bundestag am 19. November 1972, Statistisches Bundesamt, Die Wahlbewerber für die Wahl zum 7. Deutschen Bundestag 1972, Stuttgart 1972 |                                |                   |             |             |              |              |

*Kandidatur nur als Direktkandidat, die Partei hatte keine Landesliste für Schleswig-Holstein aufgestellt. Daher war keine Zweitstimmenabgabe möglich.
Neben dem direkt gewählten Hermann P. Reiser (SPD) konnte Rolf Bremer (CDU) über die Landesliste seiner Partei in den Deutschen Bundestag einziehen.

Für Hermann P. Reiser war dies die erste Legislaturperiode im Bundestag und für Rolf Bremer die dritte Amtszeit.

### Bundestagswahl 1969
Bei der Bundestagswahl 1969 waren 164.967 Einwohner im Wahlkreis wahlberechtigt, die Wahlbeteiligung lag bei 88,2 %.
Das Direktmandat gewann Hans-Ulrich Brand (SPD) mit 46,3 %
| Kandidaten | Kandidaten                                    | Parteien/Listen   | Erststimmen | Erststimmen | Zweitstimmen | Zweitstimmen |
| Kandidaten | Kandidaten                                    | Parteien/Listen   | Stimmen     | %           | Stimmen      | %            |
| --- | --------------------------------------------- | ----------------- | ----------- | ----------- | ------------ | ------------ |
| | Dr. Hans-Ulrich Brandgewählt im WK            | SPD               | 71.092      | 46,3        | 70.840       | 45,6         |
| | Rolf Bremer                                   | CDU               | 70.389      | 45,8        | 68.785       | 44,3         |
| | Dr. Klaus Menche                              | F.D.P.            | 6.738       | 4,4         | 9.167        | 5,9          |
| | Karl-Ernst Lober                              | NPD               | 4.047       | 2,6         | 5.182        | 3,3          |
| | Rudolf Warncke                                | ADF               | 821         | 0,5         | 851          | 0,5          |
| | Dr. Hermann Hagena                            | EFP               | 511         | 0,3         | 500          | 0,3          |
| | –                                             | GPD               | –           | –           | 68           | 0,0          |
| | Wilfried Harder (FSU – Demokratische Mitte) * | -                 | 110         | 0,1         | –            | –            |
| Gesamt | Gesamt                                        | Gesamt            | 153.708     | 100         | 155.393      | 100          |
| |                                               |                   |             |             |              |              |
| Ungültige Stimmen | Ungültige Stimmen                             | Ungültige Stimmen | 3.294       | 2,1         | 1.609        | 1,0          |
| Wähler | Wähler                                        | Wähler            | 157.002     | 88,2        | 157.002      | 88,2         |
| Wahlberechtigte | Wahlberechtigte                               | Wahlberechtigte   | 177.946     |             | 177.946      |              |
| |                                               |                   |             |             |              |              |
| Quellen: Die Bundeswahlleiterin, Wahl zum 6. Deutschen Bundestag am 28. September 1969, Statistisches Bundesamt, Die Wahlbewerber für die Wahl zum 6. Deutschen Bundestag 1969, Wiesbaden 1969 |                                               |                   |             |             |              |              |

*Kandidatur nur als Direktkandidat, die Partei hatte keine Landesliste für Schleswig-Holstein aufgestellt. Daher war keine Zweitstimmenabgabe möglich.
Neben dem direkt gewählten Hans-Ulrich Brand (SPD) konnte Rolf Bremer (CDU) über die Landesliste seiner Partei in den Deutschen Bundestag einziehen.

Für Hans-Ulrich Brand war dies die erste Legislaturperiode im Bundestag und für Rolf Bremer die zweite Amtszeit.
Hans-Ulrich Brand trat 1970 von seinem Bundestagsmandat zurück.

### Bundestagswahl 1965
Bei der Bundestagswahl 1965 waren 164.967 Einwohner im Wahlkreis wahlberechtigt, die Wahlbeteiligung lag bei 87,8 %.
Das Direktmandat gewann Rolf Bremer (CDU) mit 50,0 %
| Kandidaten | Kandidaten               | Parteien/Listen   | Erststimmen | Erststimmen | Zweitstimmen | Zweitstimmen |
| Kandidaten | Kandidaten               | Parteien/Listen   | Stimmen     | %           | Stimmen      | %            |
| --- | ------------------------ | ----------------- | ----------- | ----------- | ------------ | ------------ |
| | Rolf Bremergewählt im WK | CDU               | 69.692      | 50,0        | 67.359       | 47,4         |
| | Annemarie Renger         | SPD               | 56.916      | 40,8        | 56.901       | 40,0         |
| | Ewald Scheelk            | FDP               | 8.996       | 6,4         | 13.243       | 9,3          |
| | Otto Leuschek            | NPD               | 1.939       | 1,4         | 2.376        | 1,7          |
| | Walter Pewellek          | DFU               | 1.758       | 1,3         | 2.067        | 1,5          |
| | Jony Wilkens             | AUD               | 222         | 0,2         | 233          | 0,2          |
| Gesamt | Gesamt                   | Gesamt            | 139.523     | 100         | 142.179      | 100          |
| |                          |                   |             |             |              |              |
| Ungültige Stimmen | Ungültige Stimmen        | Ungültige Stimmen | 5.296       | 3,7         | 2.640        | 1,8          |
| Wähler | Wähler                   | Wähler            | 144.819     | 87,8        | 144.819      | 87,8         |
| Wahlberechtigte | Wahlberechtigte          | Wahlberechtigte   | 164.967     |             | 164.967      |              |
| |                          |                   |             |             |              |              |
| Quellen: Die Bundeswahlleiterin, Wahl zum 5. Deutschen Bundestag am 19. September 1965, Statistisches Bundesamt, Die Wahlbewerber für die Wahl zum 5. Bundestag 1965, Wiesbaden 1965 |                          |                   |             |             |              |              |

Neben dem direkt gewählten Rolf Bremer (CDU) konnte Annemarie Renger (SPD) über die Landesliste ihrer Partei in den Deutschen Bundestag einziehen.

Für Rolf Bremer war dies die erste Legislaturperiode im Bundestag und für Annemarie Renger die vierte Amtszeit.

### Bundestagswahl 1961
Bei der Bundestagswahl 1961 waren 151.027 Einwohner im Wahlkreis wahlberechtigt, die Wahlbeteiligung lag bei 89,2 %.
Das Direktmandat gewann Wilhelm Goldhagen (CDU) mit 41,4 %
| Kandidaten | Kandidaten                     | Parteien/Listen   | Erststimmen | Erststimmen | Zweitstimmen | Zweitstimmen |
| Kandidaten | Kandidaten                     | Parteien/Listen   | Stimmen     | %           | Stimmen      | %            |
| --- | ------------------------------ | ----------------- | ----------- | ----------- | ------------ | ------------ |
| | Annemarie Renger               | SPD               | 53.739      | 40,7        | 52.336       | 40,6         |
| | Wilhelm Goldhagengewählt im WK | CDU               | 54.605      | 41,4        | 51.245       | 39,7         |
| | Hans Ehlers                    | FDP               | 16.993      | 12,9        | 13.243       | 10,3         |
| | Robert Schönberger             | GDP               | 3.415       | 2,6         | 3.744        | 2,9          |
| | Eugen Schwarz                  | DFU               | 2.305       | 1,7         | 2.342        | 1,8          |
| | Otto Müller                    | DRP               | 704         | 0,5         | 707          | 0,5          |
| | Heinrich Classen               | DG                | 133         | 0,1         | 137          | 0,1          |
| | –                              | SSW               | –           | –           | 78           | 0,1          |
| Gesamt | Gesamt                         | Gesamt            | 131.894     | 100         | 129.004      | 100          |
| |                                |                   |             |             |              |              |
| Ungültige Stimmen | Ungültige Stimmen              | Ungültige Stimmen | 2.844       | 2,1         | 5.734        | 4,3          |
| Wähler | Wähler                         | Wähler            | 134.738     | 89,2        | 134.738      | 89,2         |
| Wahlberechtigte | Wahlberechtigte                | Wahlberechtigte   | 151.027     |             | 151.027      |              |
| |                                |                   |             |             |              |              |
| Quellen: Die Bundeswahlleiterin, Wahl zum 4. Deutschen Bundestag am 17. September 1961, Statistisches Bundesamt, Die Wahlbewerber für die Wahl zum 4. Bundestag, Stuttgart 1961 |                                |                   |             |             |              |              |

Neben dem direkt gewählten Wilhelm Goldhagen (CDU) konnte Annemarie Renger (SPD) über die Landesliste ihrer Partei in den Deutschen Bundestag einziehen.

Für Wilhelm Goldhagen war dies die dritte Legislaturperiode im Bundestag und für Annemarie Renger ebenfalls die dritte Amtszeit.
Wilhelm Goldhagen verstarb im Januar 1964.

### Bundestagswahl 1957
Bei der Bundestagswahl 1957 waren 134.921 Einwohner im Wahlkreis wahlberechtigt, die Wahlbeteiligung lag bei 88,8 %.
Das Direktmandat gewann Wilhelm Goldhagen (CDU) mit 45,8 %
| Kandidaten | Kandidaten                     | Parteien/Listen      | Erststimmen | Erststimmen | Zweitstimmen | Zweitstimmen |
| Kandidaten | Kandidaten                     | Parteien/Listen      | Stimmen     | %           | Stimmen      | %            |
| --- | ------------------------------ | -------------------- | ----------- | ----------- | ------------ | ------------ |
| | Wilhelm Goldhagengewählt im WK | CDU                  | 53.644      | 45,8        | 50.496       | 43,8         |
| | Reinhold Rehs                  | SPD                  | 43.942      | 37,5        | 43.117       | 37,4         |
| | Robert Schönberger             | GB/BHE               | 7.812       | 6,7         | 8.427        | 7,3          |
| | Wilhelm Kröger                 | FDP                  | 7.565       | 6,5         | 8.210        | 7,1          |
| | Otto Möller                    | DP-Freie Volkspartei | 3.351       | 2,9         | 4.174        | 3,6          |
| | Marga Laumer                   | DRP                  | 465         | 0,4         | 508          | 0,4          |
| | Edgardus Haller                | BdD                  | 271         | 0,2         | 292          | 0,3          |
| | –                              | SSW                  | –           | –           | 89           | 0,1          |
| Gesamt | Gesamt                         | Gesamt               | 117.050     | 100         | 115.313      | 100          |
| |                                |                      |             |             |              |              |
| Ungültige Stimmen | Ungültige Stimmen              | Ungültige Stimmen    | 2.794       | 2,3         | 4.531        | 3,8          |
| Wähler | Wähler                         | Wähler               | 119.844     | 88,8        | 119.844      | 88,8         |
| Wahlberechtigte | Wahlberechtigte                | Wahlberechtigte      | 134.921     |             | 134.921      |              |
| |                                |                      |             |             |              |              |
| Quellen: Die Bundeswahlleiterin, Wahl zum 3. Deutschen Bundestag am 15. September 1957, Statistisches Bundesamt, Die Wahlbewerber für den 3. Deutschen Bundestag, Stuttgart 1957 |                                |                      |             |             |              |              |

Neben dem direkt gewählten Wilhelm Goldhagen (CDU) konnte Reinhold Rehs (SPD) über die Landesliste seiner Partei in den Deutschen Bundestag einziehen.

Für Wilhelm Goldhagen war dies die zweite Legislaturperiode im Bundestag und für Reinhold Rehs ebenfalls die zweite Amtszeit.

### Bundestagswahl 1953
Bei der Bundestagswahl 1953 waren 125.630 Einwohner im Wahlkreis wahlberechtigt, die Wahlbeteiligung lag bei 88,6 %.
Das Direktmandat gewann Wilhelm Goldhagen (CDU) mit 38,9 %
| Kandidaten                                                                            | Kandidaten                     | Parteien/Listen   | Erststimmen | Erststimmen | Zweitstimmen | Zweitstimmen |
| Kandidaten                                                                            | Kandidaten                     | Parteien/Listen   | Stimmen     | %           | Stimmen      | %            |
| ------------------------------------------------------------------------------------- | ------------------------------ | ----------------- | ----------- | ----------- | ------------ | ------------ |
|                                                                                       | Wilhelm Goldhagengewählt im WK | CDU               | 41.895      | 38,9        | 41.400       | 38,5         |
|                                                                                       | Reinhold Rehs                  | SPD               | 36.309      | 33,7        | 36.099       | 33,5         |
|                                                                                       | Hans-Adolf Asbach              | GB/BHE            | 13.001      | 12,1        | 12.541       | 11,7         |
|                                                                                       | Dr. Wilhelm Jentzsch           | FDP               | 7.011       | 6,5         | 7.169        | 6,7          |
|                                                                                       | Albert Malzahn                 | DP                | 6.032       | 5,6         | 6.203        | 5,8          |
|                                                                                       | Willi Wegener                  | KPD               | 2.319       | 2,2         | 2.311        | 2,1          |
|                                                                                       | –                              | DRP               | –           | –           | 800          | 0,7          |
|                                                                                       | Peter Petersen                 | GVP               | 735         | 0,7         | 716          | 0,7          |
|                                                                                       | Ferdinand Schramm              | DNS               | 424         | 0,4         | 265          | 0,2          |
|                                                                                       | –                              | SSW               | –           | –           | 100          | 0,1          |
| Gesamt                                                                                | Gesamt                         | Gesamt            | 107.726     | 100         | 107.604      | 100          |
|                                                                                       |                                |                   |             |             |              |              |
| Ungültige Stimmen                                                                     | Ungültige Stimmen              | Ungültige Stimmen | 3.538       | 3,2         | 3.660        | 3,3          |
| Wähler                                                                                | Wähler                         | Wähler            | 111.264     | 88,6        | 111.264      | 88,6         |
| Wahlberechtigte                                                                       | Wahlberechtigte                | Wahlberechtigte   | 125.630     |             | 125.630      |              |
|                                                                                       |                                |                   |             |             |              |              |
| Quellen: Die Bundeswahlleiterin, Wahl zum 2. Deutschen Bundestag am 6. September 1953 |                                |                   |             |             |              |              |

Neben dem direkt gewählten Wilhelm Goldhagen (CDU) konnten Reinhold Rehs (SPD) und Wilhelm Jentzsch (FDP) über die Landeslisten ihrer jeweiligen Parteien in den Deutschen Bundestag einziehen.

Für Wilhelm Goldhagen, Reinhold Rehs und Wilhelm Jentzsch war dies jeweils die erste Amtszeit im Bundestag.

### Bundestagswahl 1949
Bei der Bundestagswahl 1949 waren 128.599 Einwohner im Wahlkreis wahlberechtigt, die Wahlbeteiligung lag bei 84,4 %.
Direkt gewählt wurde Anni Krahnstöver (SPD).
Im Gegensatz zu allen späteren Bundestagswahlen hatten die Wähler nur eine Stimme, mit der sowohl die Landesliste der Partei als auch der Direktkandidat gewählt wurde.
Die Zahl der Parteien war beschränkt, da bis zum 17. März 1950 Parteien eine Lizenz der jeweiligen Besatzungsmacht benötigten.
| Wahlberechtigte:    | 128.599 |         |
| abgegebene Stimmen: | 108.495 |         |
| Wahlbeteiligung:    | 84,4 %  |         |
| ungültige Stimmen:  | 3.577   | (3,3 %) |
| Quelle:             |         |         |

| Direktkandidat           | Partei  | Stimmen | in % |
| ------------------------ | ------- | ------- | ---- |
| Anni Krahnstöver         | SPD     | 38.117  | 36,3 |
| Dr. Linus Kather         | CDU     | 27.558  | 26,3 |
| Dr. Fritz Oellers        | FDP     | 15.229  | 14,5 |
| Friedrich-Wilhelm Sommer | DP      | 14.500  | 13,8 |
| Hans Brender             | KPD     | 5.634   | 5,4  |
| Jonny Ahrens             | RSF     | 1.747   | 1,7  |
| Barbara Bork             | DKP-DRP | 1.066   | 1,0  |
| Emil Hellmann            | Zentrum | 1.037   | 1,0  |

Neben der direkt gewählten Anni Krahnstöver konnten auch Linus Kather und Fritz Oellers über die Landeslisten ihrer jeweiligen Parteien in den Bundestag einziehen.
Fritz Oellers legte sein Mandat am 5. Juni 1951 nieder, um Botschafter der Bundesrepublik Deutschland in Brasilien zu werden.

## Nummerierung und Wahlgebiet
Bei den Bundestagswahlen 1949 bis 1961 hatte der Wahlkreis Pinneberg die Nummer 12 und bei den Wahlen 1965 bis 1972 die Nummer 9. Seit der Bundestagswahl 1976 trägt er die Nummer 7.
Das Gebiet des Wahlkreises Pinneberg entsprach stets dem Gebiet des Kreises Pinneberg.

Inzwischen ist dieser Wahlkreis der letzte in Schleswig-Holstein, bei dem die Wahlkreisgrenzen exakt den eines Kreises oder Stadt entspricht.

## Abgeordnete, die den Wahlkreis im Deutschen Bundestag vertraten
| Name                  | Partei                |  | Direktmandat     | über Landesliste       | nachgerückt | Amtszeit                   |
| --------------------- | --------------------- |  | ---------------- | ---------------------- | ----------- | -------------------------- |
| Anni Krahnstöver      | SPD                   |  | 1949             |                        |             | 1949–1953                  |
| Linus Kather          | CDU                   |  |                  | 1949                   |             | 1949-1957 a                |
| Fritz Oellers         | FDP                   |  |                  | 1949                   |             | 1949-1951                  |
| Wilhelm Goldhagen     | CDU                   |  | 1953, 1957, 1961 |                        |             | 1953–1964                  |
| Reinhold Rehs         | SPD                   |  |                  | 1953, 1957             |             | 1953–1969 b                |
| Wilhelm Jentzsch      | FDP                   |  |                  | 1953                   |             | 1953-1957                  |
| Annemarie Renger      | SPD                   |  |                  | 1961, 1965             |             | 1953–1990 c                |
| Fritz Sänger d        | SPD                   |  |                  | 1961, 1965             |             | 1961–1969                  |
| Rolf Bremer           | CDU                   |  | 1965             | 1969, 1972             |             | 1965–1976                  |
| Hans-Ulrich Brand     | SPD                   |  | 1969             |                        |             | 1969–1970                  |
| Hermann P. Reiser     | SPD                   |  | 1972             |                        |             | 1972–1976                  |
| Reinhard Ueberhorst   | SPD                   |  | 1976, 1980       |                        |             | 1976–1981                  |
| Ingrid Roitzsch       | CDU                   |  | 1983, 1987, 1990 | 1980                   |             | 1980–1994                  |
| Lieselott Blunck      | SPD                   |  |                  | 1983, 1987, 1990, 1994 | 1981        | 1981–1998                  |
| Walter Sauermilch     | Die Grünen            |  |                  | 1983                   |             | 1983–1985                  |
| Wolfgang Kubicki e    | FDP                   |  |                  | 1990                   |             | 1990–1992, 2002, 2017–2025 |
| Gert Willner          | CDU                   |  | 1994             | 1998                   |             | 1994–2000                  |
| Rainder Steenblock    | Bündnis 90/Die Grünen |  |                  | 1994, 2002, 2005       |             | 1994–1996, 2002–2009       |
| Ernst Dieter Rossmann | SPD                   |  | 1998, 2002       | 2005, 2009, 2013, 2017 |             | 1998–2021                  |
| Ole Schröder          | CDU                   |  | 2005, 2009, 2013 | 2002                   |             | 2002–2017                  |
| Valerie Wilms         | Bündnis 90/Die Grünen |  |                  | 2009, 2013             |             | 2009–2017                  |
| Cornelia Möhring      | Die Linke             |  |                  | 2013, 2017, 2021       |             | 2009–2025 f                |
| Michael von Abercron  | CDU                   |  | 2017             |                        |             | 2017–2021                  |
| Ralf Stegner          | SPD                   |  | 2021             | 2025                   |             | seit 2021                  |
| Daniel Kölbl          | CDU                   |  | 2025             |                        |             | seit 2025                  |

a Linus Kather trat 1953 für die CDU in Nordrhein-Westfalen an und wechselte am 15. Juni 1954 zur Fraktion des GB/BHE

b ab 1961 trat Reinhold Rehs im Wahlkreis 5 (Rendsburg) an

c kandidierte 1953 nur auf der Landesliste der SPD, 1957 im Wahlkreis 8 (Oldenburg/Eutin-Süd) in Schleswig-Holstein und ab 1969 in Nordrhein-Westfalen für die SPD

d Fritz Sänger wohnte in Wedel im Kreis Pinneberg und kandidierte 1961 im Wahlkreis 14 (Herzogtum Lauenburg) und 1965 im Wahlkreis 10 (Stormarn-Hzgt. Lauenburg)

e Wolfgang Kubicki kandidierte 2002 im Wahlkreis 5 (Kiel), 2017 und 2021 im Wahlkreis 3 (Steinburg/Dithmarschen Süd) sowie 2025 im Wahlkreis 4  (Rendsburg/Eckernförde) in anderen Wahlkreisen in Schleswig-Holstein

f Cornelia Möhring kandidierte 2009 im Wahlkreis 5 (Kiel)

## Direkt gewählte Abgeordnete im Wahlkreis
| Jahr | Name                  | Partei |  | % Erststimmen |  | Abstand Zweitplatzierter |
| ---- | --------------------- | ------ |  | ------------- |  | ------------------------ |
| 2025 | Daniel Kölbl          | CDU    |  | 31,8 %        |  | 6,8 %                    |
| 2021 | Ralf Stegner          | SPD    |  | 31,3 %        |  | 5,0 %                    |
| 2017 | Michael von Abercron  | CDU    |  | 39,7 %        |  | 9,4 %                    |
| 2013 | Ole Schröder          | CDU    |  | 45,4 %        |  | 9,3 %                    |
| 2009 | Ole Schröder          | CDU    |  | 40,8 %        |  | 9,0 %                    |
| 2005 | Ole Schröder          | CDU    |  | 44,2 %        |  | 1,4 %                    |
| 2002 | Ernst Dieter Rossmann | SPD    |  | 46,4 %        |  | 5,4 %                    |
| 1998 | Ernst Dieter Rossmann | SPD    |  | 47,9 %        |  | 5,9 %                    |
| 1994 | Gert Willner          | CDU    |  | 44,7 %        |  | 2,9 %                    |
| 1990 | Ingrid Roitzsch       | CDU    |  | 43,9 %        |  | 3,4 %                    |
| 1987 | Ingrid Roitzsch       | CDU    |  | 45,9 %        |  | 4,5 %                    |
| 1983 | Ingrid Roitzsch       | CDU    |  | 49,5 %        |  | 6,2 %                    |
| 1980 | Reinhard Ueberhorst   | SPD    |  | 48,6 %        |  | 9,0 %                    |
| 1976 | Reinhard Ueberhorst   | SPD    |  | 46,2 %        |  | 1,5 %                    |
| 1972 | Hermann P. Reiser     | SPD    |  | 51,3 %        |  | 8,2 %                    |
| 1969 | Hans-Ulrich Brand     | SPD    |  | 46,3 %        |  | 0,5 %                    |
| 1965 | Rolf Bremer           | CDU    |  | 50,0 %        |  | 9,2 %                    |
| 1961 | Wilhelm Goldhagen     | CDU    |  | 41,4 %        |  | 0,7 %                    |
| 1957 | Wilhelm Goldhagen     | CDU    |  | 45,8 %        |  | 8,3 %                    |
| 1953 | Wilhelm Goldhagen     | CDU    |  | 38,9 %        |  | 5,2 %                    |
| 1949 | Anni Krahnstöver      | SPD    |  | 36,3 %        |  | 10,0 %                   |

## Parteien
An den bisherigen 21 Wahlen zum Bundestag haben im Wahlkreis Pinneberg folgende Parteien teilgenommen:
an allen 21 Wahlen:

CDU - Christlich Demokratische Union Deutschlands

SPD - Sozialdemokratische Partei Deutschlands

FDP - Freie Demokratische Partei
an 13 Wahlen:

NPD - Nationaldemokratische Partei Deutschlands, hat sich im Juni 2023 in Die Heimat umbenannt

1965, 1969, 1972, 1976, 1987, 1990, 1998, 2002, 2005, 2009, 2013, 2017, 2021
an 12 Wahlen:

Bündnis 90/Die Grünen

1983, 1987, 1990 als Die Grünen

1994, 1998, 2002, 2005, 2009, 2013, 2017, 2021, 2025 als Bündnis 90/Die Grünen
an 9 Wahlen:

Die Linke

1990 als Partei des Demokratischen Sozialismus/Linke Liste

1994, 1998, 2002 als Partei des Demokratischen Sozialismus

2005 als Linkspartei.PDS

2009, 2013, 2017, 2021, 2025 als Die Linke
an 8 Wahlen:

DKP - Deutsche Kommunistische Partei

1972, 1976, 1980, 1983, 1994(*), 1998(*), 2002(*), 2021
an 7 Wahlen:

MLPD - Marxistisch-Leninistische Partei Deutschlands

1987, 1994, 2005, 2013, 2017, 2021, 2025
an 5 Wahlen:

SSW - Südschleswigscher Wählerverband

1953, 1957, 1961, 2021, 2025
ÖDP - Ökologisch-Demokratische Partei

1990, 1994, 1998, 2017, 2021
an 4 Wahlen:

GPD - Gesamtdeutsche Partei

1953, 1957 als GB/BHE = Gesamtdeutscher Block/Bund der Heimatvertriebenen und Entrechteten

1961, 1969 als GPD
FSU - Frei-Soziale Union(*)

1969 als FSU – Demokratische Mitte

1972, 1994, 1998 als Freisoziale Union
Die Grauen – Graue Panther

1990, 1994, 1998, 2002
Die Republikaner

1990, 1994, 1998, 2002
AfD - Alternative für Deutschland

2013, 2017, 2021, 2025
Freie Wähler

2013, 2017, 2021, 2025
an 3 Wahlen:

DP - Deutsche Partei

1949, 1953, 1957
DRP - Deutsche Reichspartei

1953, 1957, 1961
Einzelbewerber:

1987: Kurt Thede, Einzelbewerber/Wählergruppe Frieden

1990: Kurt Thede, Einzelbewerber/Der springende Punkt

2009: Rolf Hoffmann, Einzelbewerber/Kann Was
Die Partei - Partei für Arbeit, Rechtsstaat, Tierschutz, Elitenförderung und basisdemokratische Initiative

2017, 2021, 2025
an 2 Wahlen:

KPD - Kommunistische Partei Deutschlands

1949, 1953
DFU - Deutsche Friedens-Union

1961, 1965
AUD - Aktionsgemeinschaft Unabhängiger Deutscher

1965, 1976
EFP - Europäische Föderalistische Partei

1969, 1972
KBW - Kommunistischer Bund Westdeutschland

1976, 1980
EAP - Europäische Arbeiter-Partei

1980, 1983

-> Patrioten für Deutschland
DVU - Deutsche Volksunion

1988, 2009
Rentner Partei Deutschland

2009, 2013
Piraten - Piratenpartei Deutschland

2009, 2013
Tierschutz - Partei Mensch Umwelt Tierschutz

2013, 2021
volt - Volt Deutschland

2021, 2025
an 1 Wahl:

RSF - Radikal-Soziale Freiheitspartei

1949

-> Frei-Soziale Union
DKP-DRP - Deutsche Konservative Partei – Deutsche Rechtspartei

1949
Zentrum

1949
GVP - Gesamtdeutsche Volkspartei

1953
DNS - Dachverband der Nationalen Sammlung

1953
BdB - Bund der Deutschen, Partei für Einheit, Frieden und Freiheit

1957

-> Aktion Demokratischer Fortschritt (ADF) zur Bundestagswahl 1969

-> Deutsche Friedens-Union
DG - Deutsche Gemeinschaft

1961
AUD - Aktionsgemeinschaft Unabhängiger Deutscher

1965
ADF - Aktion Demokratischer Fortschritt

1969
KPD - Kommunistische Partei Deutschlands (Aufbauorganisation)

1976
AVP - Aktionsgemeinschaft Vierte Partei

1976
Volksfront gegen Reaktion, Faschismus und Krieg

1980
KPD/ML - Kommunistische Partei Deutschlands/Marxisten-Leninisten

1983
Patrioten für Deutschland

1987
Frauenpartei

1987
Naturgesetz-Partei, Aufbruch zu neuem Bewusstsein

1994
Pro DM - Pro Deutsche Mitte – Initiative Pro D-Mark

1998
BFB-Die Offensive - Bund freier Bürger

1998
Feministische Partei Die Frauen

1998
Statt Partei

1998(*)
Schill-Partei - Partei Rechtsstaatlicher Offensive

2002
PBC - Partei Bibeltreuer Christen

2002
Familien-Partei Deutschlands

2005
BGE - Bündnis Grundeinkommen – Die Grundeinkommenspartei

2017
dieBasis - Basisdemokratische Partei Deutschland

2021
Die Gerechtigkeitspartei – Team Todenhöfer

2021
V-Partei³ – Veränderung. Vielfalt. Vegan.

2021
PdH - Partei der Humanisten

2021
du. - Die Urbane. Eine HipHop Partei

2021
LKR - Liberal-Konservative Reformer

2021
BSW - Bündnis Sahra Wagenknecht – Vernunft und Gerechtigkeit

2025
Bündnis Deutschland

2025
* Kandidatur nur als Direktkandidat, die Partei hatte keine Landesliste für Schleswig-Holstein aufgestellt. Daher war keine Zweitstimmenabgabe möglich.

## Das Orakel von Pinneberg
Bis auf 1949 gewann im Wahlkreis Pinneberg stets die Partei das Direktmandat, die nach der Wahl auch den Bundeskanzler stellte.
Diese Serie ist umso erstaunlicher, da das Wahlkreisergebnis zweimal beim Zweitstimmenergebnis von diesem Muster abwich und 1961 und 2005 die SPD vor der CDU lag, diese aber jeweils das Direktmandat erobern konnte und nach der Wahl auch das Bundeskanzleramt besetzte.

## Historische Vorgänger

### Holsteinische Ständeversammlung
Die Holsteinische Ständeversammlung war das Parlament des Herzogtums Holsteins zwischen 1836 und 1864 mit Sitz in Itzehoe.

Infolge der Julirevolution von 1830 und nach Aufforderung des Deutschen Bundes ordnete der dänische König in seiner Funktion als Herzog von Holstein am 28. Mai 1831 im Dänischen Gesamtstaat die Gründung von Ständeversammlungen als beratende Körperschaft an. Vorbild für diese Landtage waren die preußischen Provinzialstände.

Das Vertretungsrecht besaßen für die Ritterschaft, die Güter und die kleineren Landbesitzer lediglich Großgrundbesitzer und für die Städte die Hausbesitzer, wobei Hofpächter den Eigentümern gleichgestellt waren. Ferner gab es noch den Inhaber der erblichen Virilstimme des Herzogs.

Die Abgeordneten der Ritterschaft, der Geistlichkeit und der Vertreter der Universität Kiel wurden nicht gewählt, sondern vom dänischen König ernannt. Die Wahlen der Vertreter der Güter und der kleineren Landbesitzer sowie der Städte erfolgten indessen in einer freien öffentlichen Wahl, die den damaligen Gegebenheiten aber weitreichenden Einschränkungen hinsichtlich Geschlecht (Frauen waren nicht wahlberechtigt), Alter (das aktive Wahlrecht lag bei mindestens 25, das passive bei 30 Jahren) und Zensus (nur wohlhabende Bürger besaßen das aktive und nur sehr wohlhabende Bürger das passive Wahlrecht) unterlag, dadurch waren nur etwa 3 % der Bevölkerung repräsentiert. Nach der Wahl zogen schließlich 48 Deputierte in die Ständeversammlung ein.

Die Ständeversammlung sollte bei Gesetzgebungsverfahren beraten. Insbesondere bei Eingriffen in Personen- und Eigentumsrechte sollten sie gehört werden. Ihre praktischen Einflussmöglichkeiten waren jedoch gering. Die absolutistischen Rechte des dänischen Königs („Königsgesetz“, dänisch Kongelov) als Herzog von Holstein wurden nicht beschnitten.

Nach der Niederlage Dänemarks im Zweiten Schleswig-Holsteinischen Krieg 1864 gegen Preußen und Österreich fiel Schleswig an Preußen und Holstein an Österreich.

Am 11. Juni 1866 wurde die holsteinische Ständeversammlung schließlich ein letztes Mal – dieses Mal vom österreichischen Statthalter – zusammengerufen. Eine Tagung wurde jedoch durch die Begleiterscheinungen des Deutschen Krieges verhindert. Nach dessen Ende fiel das Herzogtum Holstein schließlich ebenfalls an Preußen und wurde 1867 gemeinsam mit dem Herzogtum Schleswig als Provinz Schleswig-Holstein in den preußischen Staat integriert.
Mitglieder aus dem Gebiet des heutigen Kreises Pinneberg

- Fleckensbevollmächtigter C.H. Dieck, Ständedeputierter der Stadt Elmshorn
- Advokat Johann Nikolaus Anton Kirchhoff, Ständedeputierter der Stadt Wilster, Crempe, Elmshorn und Uetersen
- Justizrat, Klostersyndikus Carl Friedrich Hermann Klenze, Ständedeputierter der Stadt Uetersen, Mitglied der deutsch-gesinnten Schleswig-Holsteinischen Bewegung
- Johann Cornelius Peter von Lengercke, Ständedeputierter für den Flecken Pinneberg, Wandsbeck und Wedel
- Landmesser P.H. Lichtwerk, Ständedeputierter der Stadt Pinneberg
- Ludwig Meyn, Ständedeputierter der kleineren Landbesitzer, der deutsch-gesinnten Schleswig-Holsteinischen Bewegung nahestehend
- Christian Graf von Rantzau, Ständedeputierter der Holsteinischen Prälaten und Ritterschaft
- Klosterpropst Otto von Rantzau, Ständedeputierter der adeligen/größeren Güter
- Geheimer Conferenzrat Graf Carl Emil zu Rantzau, Ständedeputierter der adeligen/größeren Güter

### Schleswig-Holsteinische Landesversammlung
Die Schleswig-Holsteinische Landesversammlung war die Legislative im kurzlebigen Staat Schleswig-Holstein zwischen 1848 und 1851.

#### Konstituierende Schleswig-Holsteinischen Landesversammlung
Am 3. April 1848 traten die vereinigten Stände von Holstein und Schleswig zu einer ersten gemeinsamen Sitzung in Rendsburg zusammen und bildeten eine provisorische Schleswig-Holsteinische Landesversammlung. Da die vereinigten Stände nicht aus allgemeinen demokratischen Wahlen hervorgegangen waren, wurden in den Ständen Verhandlungen über ein neues Wahlrecht geführt. Am 13. Juli 1848 verabschiedeten die Stände das neue Wahlrecht.

Die Wahlen zur konstituierenden Schleswig-Holsteinischen Landesversammlung fanden am 27. und 28. Juli statt. Die Wahlbeteiligung war mit etwa 15 % gering. In den ländlichen Wahlkreisen war sie deutlich geringer, als in den städtischen. Hierzu trug bei, dass es je Wahlkreis nur ein Wahllokal gab und die Anreise auf dem Land daher aufwändig war. Die Wahl fiel in die Erntezeit, was den Bauern (die auf dem Land die weitaus meisten Wähler waren) zusätzlich eine Erschwernis war.
| Titel                                 | Name                          | Wahlkreis   | Wahlbezirk | Anmerkung                  |
| ------------------------------------- | ----------------------------- | ----------- | ---------- | -------------------------- |
| Pastor                                | Gustav Waldemar Gardthausen   | Holstein 11 | Elmshorn   |                            |
| Bäckermeister                         | Hans Greve                    | Holstein 11 | Elmshorn   |                            |
| Advokat                               | Dahms                         | Holstein 11 | Elmshorn   | Nachwahl am 23. April 1849 |
| Hofbesitzer, Schäferhof bei Pinneberg | Adolph Friedrich August Lübbe | Holstein 12 | Pinneberg  |                            |
| Conferenzrath / Kanzleideputierter    | Bernhard Rathgen              | Holstein 12 | Pinneberg  | Wiederwahl am 18. Mai 1849 |
| Rentner                               | George Godfrey Booth          | Holstein 13 | Wedel      |                            |
| Schiffer                              | Hans Schuldt                  | Holstein 13 | Wedel      |                            |

#### Die Schleswig-Holsteinische Landesversammlung
Im Juni/Juli 1850 wurde die Landesversammlung nach Verabschiedung der Verfassung gewählt.
Das Parlament bestand nun aus einer Kammer mit 100 Abgeordneten. 50 Abgeordnete wurden in 50 Wahlkreisen direkt und unmittelbar gewählt. Es handelte sich grundsätzlich um Einpersonenwahlkreise. Lediglich die Wahlkreise 23 und 24 (die Stadt Altona) wählten gemeinsam zwei Abgeordnete.
Die Konstituierende Sitzung fand am 9. September 1850 statt.
Am 11. Januar 1851 löste sich die Landesversammlung selbst auf, nachdem die Schleswig-Holsteinische Erhebung endgültig gescheitert war. Zuvor stimmte sie der Olmützer Punktation zu. Die Schleswigsche und die Holsteinische Ständeversammlung wurden erneut gewählt und bildeten die Volksvertretung bis Schleswig-Holstein 1866 preußische Provinz wurde und der Provinziallandtag für Schleswig-Holstein gebildet wurde.

### Wahl zur Frankfurter Nationalversammlung
Die Wahl zur Frankfurter Nationalversammlung im April und Mai 1848 war die erste deutschlandweite Wahl.

Gewählt wurde sie, vom Bundestag des Deutschen Bundes in einem neuen Bundeswahlgesetz beschlossen, nach dem annähernd allgemeinen und gleichen Männerwahlrecht. Auch die Frankfurter Reichsverfassung sah ein solches Wahlgesetz vor, das für damalige Verhältnisse ungewöhnlich demokratisch war. Trotz der Niederschlagung der Revolution 1849 blieb der Frankfurter Entwurf für die weitere Verfassungs- und Wahlrechtsdiskussionen in Deutschland maßgebend. Der konstituierende Reichstag des Norddeutschen Bundes wurde 1867 nach dem Frankfurter Reichswahlgesetz gewählt.

Schleswig-Holstein (Zwölf Abgeordnete für die Nationalversammlung) kannte die Direktwahl schon von den Ständeversammlungen Schleswigs und Holsteins seit 1834. Die provisorische Regierung von Schleswig-Holstein ordnete an: Wählen durfte, wer 21 Jahre alt war und weder Armenunterstützung erhielt noch zu Zuchthaus verurteilt worden war. Bei mündlicher Stimmabgabe zählte die relative Mehrheit. Gewählt wurde am 1. Mai, am 7. Mai waren die Ergebnisse ermittelt. In Holstein beteiligten sich, damaligen Schätzungen zufolge, 40 Prozent der Berechtigten an der Wahl, das waren 8,8 Prozent der Bevölkerung. In Schleswig waren es nur 12 Prozent der Volljährigen. Die Nachwahlen am 12. Mai zogen wesentlich weniger Wähler an.
| Name                      | Abgeordneter von/bis             | Wahlkreis                        | Fraktion    |
| ------------------------- | -------------------------------- | -------------------------------- | ----------- |
| Lucius Neergard von Bruun | 20. Mai 1848 – 23. Oktober 1848  | 2. Wahlkreis Holstein in Itzehoe | Landsberg   |
| Wilhelm Beseler           | 23. November 1848 – 21. Mai 1849 | 2. Wahlkreis Holstein in Itzehoe | Casino      |
| Caspar Arnold Engel       | 20. Mai 1848 – 18. Juni 1849     | 3. Wahlkreis Holstein in Altona  | Westendhall |

### Wahlen zum Norddeutschen Bund
Die Reichstagswahl im Februar 1867 war die Wahl zum konstituierenden Reichstag. Dieses Gremium sollte die Gründung des Norddeutschen Bundes als Bundesstaat vorbereiten. Die Hauptwahl fand am 12. Februar 1867 statt; in den Wochen danach folgten die erforderlichen Stichwahlen.
| Name                           | Wahlkreis                                | Fraktion                                     |
| ------------------------------ | ---------------------------------------- | -------------------------------------------- |
| Friedrich Heinrich Otto Jensen | Provinz Schleswig-Holstein - Wahlkreis 6 | Bundesstaatlich-konstitutionelle Vereinigung |

Die Reichstagswahl im August 1867 war die Wahl zum ersten ordentlichen Reichstag des Norddeutschen Bundes. Die Hauptwahl fand am 31. August 1867 statt; in den Wochen danach folgten die erforderlichen Stichwahlen. Die Wahlbeteiligung war deutlich geringer als bei der Wahl zum konstituierenden Reichstag.
| Name                           | Wahlkreis                                | Fraktion                                     |
| ------------------------------ | ---------------------------------------- | -------------------------------------------- |
| Friedrich Heinrich Otto Jensen | Provinz Schleswig-Holstein - Wahlkreis 6 | Bundesstaatlich-konstitutionelle Vereinigung |

### Wahlen im Deutschen Kaiserreich 1871–1918
Bei allen Wahlen während dieses Zeitraums umfasste der Wahlkreis 6 der Provinz Schleswig-Holstein das Gebiet der Kreise Pinneberg und Segeberg.

#### Reichstagswahl 1871
Die Wahl der Abgeordneten zum 1. Deutschen Reichstag fand am 3. März 1871 statt; in den Wochen danach folgten die erforderlichen Stichwahlen.
| Name                           | Wahlkreis                                | Fraktion      |
| ------------------------------ | ---------------------------------------- | ------------- |
| Friedrich Heinrich Otto Jensen | Provinz Schleswig-Holstein - Wahlkreis 6 | Partikularist |

#### Reichstagswahl 1874
Die Wahl der Abgeordneten zum 2. Deutschen Reichstag fand am 10. Januar 1874 statt; in den Wochen danach folgten die erforderlichen Stichwahlen.
| Name          | Wahlkreis                                | Fraktion                |
| ------------- | ---------------------------------------- | ----------------------- |
| Georg Beseler | Provinz Schleswig-Holstein - Wahlkreis 6 | Nationalliberale Partei |

#### Reichstagswahl 1877
Die Wahl der Abgeordneten zum 3. Deutschen Reichstag fand am 10. Januar 1877 statt; in den Wochen danach folgten die erforderlichen Stichwahlen.
| Name          | Wahlkreis                                | Fraktion                |
| ------------- | ---------------------------------------- | ----------------------- |
| Georg Beseler | Provinz Schleswig-Holstein - Wahlkreis 6 | Nationalliberale Partei |

#### Reichstagswahl 1878
Die Wahl der Abgeordneten zum 4. Deutschen Reichstag fand am 30. Juli 1878 statt; in den Wochen danach folgten die erforderlichen Stichwahlen. Aufgrund der Umstände ist sie auch als Attentatswahl bekannt.
| Name          | Wahlkreis                                | Fraktion                |
| ------------- | ---------------------------------------- | ----------------------- |
| Georg Beseler | Provinz Schleswig-Holstein - Wahlkreis 6 | Nationalliberale Partei |

#### Reichstagswahl 1881
Die Wahl der Abgeordneten zum 5. Deutschen Reichstag fand am 27. Oktober 1881 statt; in den Wochen danach folgten die erforderlichen Stichwahlen.
| Name              | Wahlkreis                                | Fraktion                |
| ----------------- | ---------------------------------------- | ----------------------- |
| Heinrich Gieschen | Provinz Schleswig-Holstein - Wahlkreis 6 | Nationalliberale Partei |

#### Reichstagswahl 1884
Die Wahl der Abgeordneten zum 6. Deutschen Reichstag fand am 28. Oktober 1884 statt; in den Wochen danach folgten die erforderlichen Stichwahlen.
| Name            | Wahlkreis                                | Fraktion                    |
| --------------- | ---------------------------------------- | --------------------------- |
| Johannes Halben | Provinz Schleswig-Holstein - Wahlkreis 6 | Deutsche Freisinnige Partei |

#### Reichstagswahl 1887
Die Wahl der Abgeordneten zum 7. Deutschen Reichstag fanden am 21. Februar 1887 statt; in den Wochen danach folgten die erforderlichen Stichwahlen.
| Name            | Wahlkreis                                | Fraktion                |
| --------------- | ---------------------------------------- | ----------------------- |
| Johannes Peters | Provinz Schleswig-Holstein - Wahlkreis 6 | Nationalliberale Partei |

#### Reichstagswahl 1890
Die Wahl der Abgeordneten zum 8. Deutschen Reichstag fanden am 20. Februar 1890 statt; in den Wochen danach folgten die erforderlichen Stichwahlen.
| Name               | Wahlkreis                                | Fraktion                                   |
| ------------------ | ---------------------------------------- | ------------------------------------------ |
| Hermann Molkenbuhr | Provinz Schleswig-Holstein - Wahlkreis 6 | Sozialistische Arbeiterpartei Deutschlands |

#### Reichstagswahl 1893
Die Wahl der Abgeordneten zum 9. Deutschen Reichstag fanden am 15. Juni 1893 statt; in den Wochen danach folgten die erforderlichen Stichwahlen.
| Name            | Wahlkreis                                | Fraktion              |
| --------------- | ---------------------------------------- | --------------------- |
| Otto von Moltke | Provinz Schleswig-Holstein - Wahlkreis 6 | Deutsche Reichspartei |

Das Mandat wurde am 18. April 1894 für ungültig erklärt.

Bei der fälligen Nachwahl errang Adolph von Elm den Sitz für die SPD.

#### Reichstagswahl 1898
Die Wahl der Abgeordneten zum 10. Deutschen Reichstag fanden am 16. Juni 1898 statt; in den Wochen danach folgten die erforderlichen Stichwahlen.
| Name           | Wahlkreis                                | Fraktion                                |
| -------------- | ---------------------------------------- | --------------------------------------- |
| Adolph von Elm | Provinz Schleswig-Holstein - Wahlkreis 6 | Sozialdemokratische Partei Deutschlands |

#### Reichstagswahl 1903
Die Wahl der Abgeordneten zum 11. Deutschen Reichstag fanden am 16. Juni 1903 statt; in den Wochen danach folgten die erforderlichen Stichwahlen.
| Name           | Wahlkreis                                | Fraktion                                |
| -------------- | ---------------------------------------- | --------------------------------------- |
| Adolph von Elm | Provinz Schleswig-Holstein - Wahlkreis 6 | Sozialdemokratische Partei Deutschlands |

#### Reichstagswahl 1907
Die Wahl der Abgeordneten zum 12. Deutschen Reichstag fanden am 25. Januar 1907 statt; in den Wochen danach folgten die erforderlichen Stichwahlen.
| Name           | Wahlkreis                                | Fraktion                      |
| -------------- | ---------------------------------------- | ----------------------------- |
| Ernst Carstens | Provinz Schleswig-Holstein - Wahlkreis 6 | Freisinnige Volkspartei (FVp) |

#### Reichstagswahl 1912
Die Wahl der Abgeordneten zum 13. Deutschen Reichstag fanden am 12. Januar 1912 statt; in den Wochen danach folgten die erforderlichen Stichwahlen. Es war die letzte Wahl des Reichstags vor dem Ersten Weltkrieg und die letzte im Deutschen Kaiserreich überhaupt.
Der Reichstag war für fünf Jahre gewählt worden, so dass 1917 eine Neuwahl angestanden hätte. Gesetze verlängerten die Legislaturperiode jedoch um jeweils ein Jahr. Man befürchtete, dass bei einer Neuwahl im Krieg die linken Parteien stärker werden würden. Allerdings wurde dreißigmal ein frei gewordenes Abgeordnetenmandat durch eine Nachwahl besetzt.
| Name         | Wahlkreis                                | Fraktion                           |
| ------------ | ---------------------------------------- | ---------------------------------- |
| Carl Braband | Provinz Schleswig-Holstein - Wahlkreis 6 | Fortschrittliche Volkspartei (FVP) |

Carl Braband verstarb im Dezember 1914

Ernst Carstens vertrat den Wahlkreis von 1915 bis 1918 erneut im Deutschen Reichstag.

### Wahlen während der Weimarer Republik 1919–1933

#### Wahl zur Deutschen Nationalversammlung
Die Wahl zur Deutschen Nationalversammlung fand am 19. Januar 1919 statt. Sie war die erste reichsweite Wahl nach der Novemberrevolution von 1918 und hatte die Bildung der verfassunggebenden Weimarer Nationalversammlung zum Ziel.

Es galt nach der Wahlordnung vom 30. November 1918 erstmals reichsweit ein allgemeines, gleiches, geheimes und direktes Wahlrecht. Zum ersten Mal konnten auch Frauen und Soldaten wählen. (Damit waren auch die Soldaten abstimmungsberechtigt, die sich noch in Russland befanden. Sie entsandten zwei Abgeordnete in die Nationalversammlung.) Das Wahlalter war von 25 auf 20 Jahre herabgesetzt worden. Die Veränderungen im Wahlrecht bewirkten einen starken Anstieg der Wahlberechtigten. Durch die erstmalige Anwendung des Verhältniswahlrechts bei einer reichsweiten Wahl sollten Ungerechtigkeiten etwa im Wahlkreiszuschnitt und bei Stichwahlen ausgeglichen werden. Aufgeteilt war das Reichsgebiet in 38 (Groß-)Wahlkreise mit zahlreichen Einzelwahlkreisen.
| Nummer | Wahlkreis          |                                                                           |
| ------ | ------------------ | ------------------------------------------------------------------------- |
| 14     | Schleswig-Holstein | Provinz Schleswig-Holstein, vom Freistaat Oldenburg der Landesteil Lübeck |

##### Wahlergebnis im Kreis Pinneberg
| Partei                      | Spitzenkandidat  | Stimmen | in % |
| --------------------------- | ---------------- | ------- | ---- |
| SPD                         | Carl Legien      | 33.396  | 47,4 |
| DDP                         | Felix Waldstein  | 21.868  | 31.3 |
| DNVP                        | Ernst Oberfohren | 5.885   | 8,4  |
| DVP                         | Heinrich Runkel  | 5.809   | 8,3  |
| USPD                        | Carl Herz        | 1.453   | 2,1  |
| SHBLD                       | Detlef Thomsen   | 1.137   | 1,6  |
| CVP-Christliche Volkspartei | Lau              | 415     | 0,6  |
| Abgegebene Stimmen: 69.963  | Quelle:          |         |      |

##### Wahlergebnis im Wahlkreis 14 (Schleswig-Holstein)
| abgegebene Stimmen: | 811.138 |
| ungültige Stimmen:  | 3.085   |
| gültige Stimmen:    | 808.053 |

| Partei                      | Stimmen | in % | Mandate |
| --------------------------- | ------- | ---- | ------- |
| SPD                         | 370.384 | 45,8 | 5       |
| DDP                         | 219.579 | 27,2 | 3       |
| DVP                         | 62.950  | 7,8  | 1       |
| DNVP                        | 61.819  | 7,7  | 1       |
| SHBLD                       | 57.913  | 7,2  | 1       |
| USPD                        | 27.301  | 3,4  | 0       |
| CVP-Christliche Volkspartei | 8.107   | 1,0  | 0       |
| Quelle:                     |         |      |         |

gewählte Abgeordnete im Wahlkreis 14
| Name              | Partei/Fraktion | LP  |                                                                         |
| ----------------- | --------------- | --- | ----------------------------------------------------------------------- |
| Carl Legien       | SPD             | 1   |                                                                         |
| Karl Frohme       | SPD             | 2   |                                                                         |
| Louise Schroeder  | SPD             | 3   |                                                                         |
| Peter Michelsen   | SPD             | 4   |                                                                         |
| Heinrich Kürbis   | SPD             | 5   | ausgeschieden am 2. Dezember 1919                                       |
| Albert Billian    | SPD             |     | eingetreten am 13. Januar 1920 für Abg. Heinrich Kürbis                 |
| Felix Waldstein   | DDP             | 1   |                                                                         |
| Andreas Blunck    | DDP             | 2   |                                                                         |
| Marie Baum        | DDP             | 3   |                                                                         |
| Heinrich Runkel   | DVP             | 1   |                                                                         |
| Ernst Oberfohren  | DNVP            | 1   |                                                                         |
| Detlef Thomsen    | SHBLD           | 1   | Hospitant bei der DDP, ausgeschieden am 7. Juli 1919                    |
| Philipp Johannsen | SHBLD           | (2) | Hospitant bei der DDP, eingetreten am 1. August 1919 für Detlef Thomsen |
| Quelle:           |                 |     |                                                                         |

LP: Listenplatz auf dem Kreiswahlvorschlag der jeweiligen Partei

#### Reichstagswahl 1920/1921
Reichsweit fand die Wahl am 6. Juni 1920 statt. In den Wahlkreisen 1 (Ostpreußen), 14 (Schleswig-Holstein) und 10 (Oppeln) fand keine Wahl statt; daher behielten die am 19. Januar 1919 gewählten Abgeordneten der Nationalversammlung dieser Wahlkreise vorläufig ihr Mandat.

Für den Wahlkreis Schleswig-Holstein wurde die Wahl aufgrund der Abstimmungen im Landesteil Schleswig (10. Februar 1920/14. März 1920) auf den 20. Februar 1921 verschoben, an dem auch die Nachwahl im Wahlkreis 1 (Ostpreußen) stattfand.
| Nummer | Wahlkreis          |                                                                           |
| ------ | ------------------ | ------------------------------------------------------------------------- |
| 14     | Schleswig-Holstein | Provinz Schleswig-Holstein, vom Freistaat Oldenburg der Landesteil Lübeck |

| Nummer | Wahlkreisverband             | Zugehörige Wahlkreise             |
| ------ | ---------------------------- | --------------------------------- |
| VIII   | Schleswig-Holstein – Hamburg | 14 Schleswig-Holstein, 15 Hamburg |

##### Wahlergebnis im Kreis Pinneberg
| Wohnbevölkerung:   | 126.849 |
| Wahlberechtigte:   | 79.509  |
| Wahlbeteiligung:   | 83,8 %  |
| ungültige Stimmen: | 6,4 %   |
| Quelle:            |         |

| Partei                                     | %    |
| ------------------------------------------ | ---- |
| SPD                                        | 38,7 |
| DVP                                        | 23,4 |
| DNVP                                       | 19,3 |
| DDP                                        | 12,3 |
| USPD                                       | 1,1  |
| Zentrum                                    | 0,3  |
| Schleswig-Holsteinsche Landespartei - SHLP | 0,1  |
| Sonstige                                   | 0,0  |

##### Wahlergebnis im Wahlkreis 14 (Schleswig-Holstein)
| Wahlberechtigte:    | 931.787 |
| abgegebene Stimmen: | 729.329 |
| Wahlbeteiligung:    | 78,3 %  |
| ungültige Stimmen:  | 38.687  |
| gültige Stimmen:    | 690.642 |

| Partei                                     | Stimmen | in % | Mandate |
| ------------------------------------------ | ------- | ---- | ------- |
| SPD                                        | 257.839 | 37,3 | 4       |
| DNVP                                       | 141.410 | 20,5 | 2       |
| DVP                                        | 127.346 | 18,4 | 2       |
| DDP                                        | 65.062  | 9,4  | 1       |
| KPD                                        | 41.839  | 6,1  | 0       |
| Schleswig-Holsteinsche Landespartei - SHLP | 25.907  | 3,8  | 0       |
| USPD                                       | 20.701  | 3,0  | 0       |
| Zentrum                                    | 5.572   | 0,8  | 0       |
| Schleswigscher Verein                      | 4.966   | 0,7  | 0       |
| Quelle:                                    |         |      |         |

Abgeordnete, die vor oder durch die Wahl im Februar 1921 aus dem Reichstag ausgeschieden sind
| Name              | Partei/Fraktion                                            |                                                                 |
| ----------------- | ---------------------------------------------------------- | --------------------------------------------------------------- |
| Carl Legien       | SPD                                                        | verstorben am 26. Dezember 1920                                 |
| Albert Billian    | SPD                                                        |                                                                 |
| Peter Michelsen   | SPD                                                        |                                                                 |
| Richard Perner    | SPD                                                        | eingetreten am 19. Januar 1921 für den verstorbenen Abg. Legien |
| Marie Baum        | DDP                                                        |                                                                 |
| Andreas Blunck    | DDP                                                        |                                                                 |
| Felix Waldstein   | DDP                                                        |                                                                 |
| Philipp Johannsen | Schleswig-Holsteinische Bauern- und Landarbeiterdemokratie |                                                                 |

bei der Wahl am 20. Februar 1921 gewählte Abgeordnete im Wahlkreis 14 (Schleswig-Holstein)
| Name                                | Partei/Fraktion |               |
| ----------------------------------- | --------------- | ------------- |
| Otto Eggerstedt                     | SPD             |               |
| Karl Frohme                         | SPD             | wiedergewählt |
| Adolf Köster                        | SPD             |               |
| Louise Schroeder                    | SPD             | wiedergewählt |
| Ernst Oberfohren                    | DNVP            | wiedergewählt |
| Richard Thomsen                     | DNVP            |               |
| Ernst Käselau                       | DVP             |               |
| Heinrich Runkel                     | DVP             | wiedergewählt |
| Johann-Heinrich Graf von Bernstorff | DDP             |               |

#### Wahlkreise und Wahlkreisverbände ab 1924
Für die Wahlen zum Reichstag der Weimarer Republik war Deutschland in 35 Wahlkreise eingeteilt, die wiederum zu Wahlkreisverbänden zusammengefasst waren.
Diese Einteilung war gültig für die Reichstagswahlen von 1924 bis 1938
| Nummer | Wahlkreis          |                                                                           |
| ------ | ------------------ | ------------------------------------------------------------------------- |
| 13     | Schleswig-Holstein | Provinz Schleswig-Holstein, vom Freistaat Oldenburg der Landesteil Lübeck |

| Nummer | Wahlkreisverband             | Zugehörige Wahlkreise             |
| ------ | ---------------------------- | --------------------------------- |
| VII    | Schleswig-Holstein – Hamburg | 13 Schleswig-Holstein, 34 Hamburg |

In der Weimarer Republik wurde der Reichstag nach einem Verhältniswahlrecht gewählt, wobei auf je 60.000 Stimmen ein Abgeordneter kam. Das Reichswahlgesetz von 1920 behielt das bereits für die Wahl zur Weimarer Nationalversammlung am 19. Januar 1919 eingeführte allgemeine, unmittelbare und geheime Wahlrecht einschließlich des Frauenwahlrechts bei. Wählen durfte, wer am Wahltag zwanzig Jahre alt war. Wählbar war jeder Wahlberechtigte, der am Wahltag fünfundzwanzig Jahre alt war (§§ 1, 4 Reichswahlgesetz).
Das Wahlsystem der Weimarer Republik kannte keine Sperrklausel, im Gegensatz zur bundesdeutschen 5%-Hürde. Das Verhältniswahlrecht für den Reichstag funktionierte nach der automatischen Methode, nach der eine Partei pro sechzigtausend Stimmen einen Reichstagssitz erhielt. In einem zweiten Schritt wurden alle Reststimmen der verbundenen Listen im jeweiligen Wahlkreisverband zusammengerechnet. Für jeweils 60.000 dieser Reststimmen erhielten die verbundenen Listen wiederum einen Sitz, aber nur, wenn zumindest eine der Wahlkreislisten mindestens 30.000 Stimmen erzielen konnte. In einem dritten Verteilungsschritt wurden die Reststimmen der Wahlkreisverbände reichsweit zusammengefasst und wiederum wurde für jeweils 60.000 Stimmen ein Sitz für den Reichswahlvorschlag zugeteilt. Für einen verbleibenden Rest von mehr als 30.000 Stimmen gab es einen Sitz. Die Zahl der Sitze über den Reichswahlvorschlag war auf die Zahl der schon zugeteilten Wahlkreissitze beschränkt. Durch diese Regeln für die Reststimmenverwertung auf verschiedenen Ebenen, war das System relativ kompliziert, und es gab einen durchaus nennenswerten Unterschied von Stimmenanteil und Sitzanteil gerade bei kleinen Parteien. Die automatische Methode führte dazu, dass die Größe des Reichstags von der Wahlbeteiligung abhing.

#### Reichstagswahl vom 4. Mai 1924

##### Wahlergebnis im Kreis Pinneberg
| Wahlberechtigte:   | 86.661 |
| Wahlbeteiligung:   | 84,8 % |
| ungültige Stimmen: | 2,1 %  |

| Partei                                     | %    |
| ------------------------------------------ | ---- |
| DNVP                                       | 30,8 |
| SPD                                        | 24,5 |
| DVP                                        | 15,3 |
| KPD                                        | 9,7  |
| DDP                                        | 8,5  |
| Deutschvölkische Freiheitsbewegung - DVFP  | 7,6  |
| USPD                                       | 1,0  |
| Zentrum                                    | 0,6  |
| Schleswig-Holsteinsche Landespartei - SHLP | 0,3  |
| Sonstige                                   | 1,8  |

##### Wahlergebnis im Wahlkreis 13 (Schleswig-Holstein)
| Wahlberechtigte:    | 989.586 |
| abgegebene Stimmen: | 764.391 |
| Wahlbeteiligung:    | 77,2 %  |
| ungültige Stimmen:  | 13.771  |
| gültige Stimmen:    | 750.620 |

| Partei                                                                                    | Stimmen | in % | Mandate | |
| ----------------------------------------------------------------------------------------- | ------- | ---- | ------- | --- |
| DNVP                                                                                      | 226.040 | 31,0 | 3       | |
| SPD                                                                                       | 179.895 | 24,9 | 3       | |
| DVP                                                                                       | 88.719  | 12,1 | 1       | |
| KPD                                                                                       | 75.279  | 10,3 | 1       | |
| DDP                                                                                       | 58.331  | 8,1  | 1       | |
| Nationalsozialistische Freiheitspartei - NSFP / Deutschvölkische Freiheitsbewegung - DVFP | 54.090  | 7,4  | 1       | Stimmenanteil des an den Reichswahlvorschlag DVFP angeschlossenen Wahlvorschlags Vereinigte Listen der Deutschvölkischen Freiheitspartei und der Nationalsozialistischen Deutschen Arbeiterpartei - Listenvereinigung mit Ersatzorganisationen der zu dieser Zeit verbotenen NSDAP |
| Wirtschaftspartei des Deutschen Mittelstandes                                             | 12.056  | 1,6  | 0       | |
| USPD                                                                                      | 7.753   | 1,1  | 0       | |
| Schleswigscher Verein                                                                     | 7.584   | 1,0  | 0       | |
| Zentrum                                                                                   | 7.152   | 1,0  | 0       | |
| Schleswig-Holsteinsche Landespartei - SHLP                                                | 5.616   | 0,7  | 0       | |
| Freiwirtschaftsbund - FWB                                                                 | 3.568   | 0,5  | 0       | |
| Haeusserbund - HaB                                                                        | 1.125   | 0,2  | 0       | |
| Republikanische Partei Deutschlands - RPD                                                 | 735     | 0,1  | 0       | |
| Polnische Volkspartei - PVP                                                               | 654     | 0,1  | 0       | |
| Quelle:                                                                                   |         |      |         | |

gewählte Abgeordnete im Wahlkreis 13 (Schleswig-Holstein)
| Name                                | Partei/Fraktion | LP |
| ----------------------------------- | --------------- | -- |
| Ernst Oberfohren                    | DNVP            | 1  |
| Richard Thomsen                     | DNVP            | 2  |
| Karl Lohmann                        | DNVP            | 3  |
| Louise Schroeder                    | SPD             | 1  |
| Otto Eggerstedt                     | SPD             | 2  |
| Max Richter                         | SPD             | 3  |
| Heinrich Runkel                     | DVP             | 1  |
| Hugo Urbahns                        | KPD             | ?  |
| Johann-Heinrich Graf von Bernstorff | DDP             | 1  |
| Ernst Graf zu Reventlow             | NSFP            | 1  |
| Quelle:                             |                 |    |

LP: Listenplatz auf dem Kreiswahlvorschlag der jeweiligen Partei

#### Reichstagswahl vom 7. Dezember 1924

##### Wahlergebnis im Kreis Pinneberg
| Wahlberechtigte:   | 89.131 |
| Wahlbeteiligung:   | 83,6 % |
| ungültige Stimmen: | 1,7 %  |

| Partei                                        | %    |
| --------------------------------------------- | ---- |
| DNVP                                          | 34,7 |
| SPD                                           | 29,1 |
| DVP                                           | 15,2 |
| DDP                                           | 8,5  |
| KPD                                           | 6,6  |
| Nationalsozialistische Freiheitspartei - NSFP | 3,4  |
| Zentrum                                       | 0,7  |
| USPD                                          | 0,4  |
| Wirtschaftspartei des Deutschen Mittelstandes | 0,4  |
| Sonstige                                      | 1,0  |

##### Wahlergebnis im Wahlkreis 13 (Schleswig-Holstein)
| Wahlberechtigte:    | 1.007.753 |
| abgegebene Stimmen: | 779.213   |
| Wahlbeteiligung:    | 77,3 %    |
| ungültige Stimmen:  | 11.655    |
| gültige Stimmen:    | 767.558   |

| Partei                                        | Stimmen | in % | Mandate |
| --------------------------------------------- | ------- | ---- | ------- |
| DNVP                                          | 253.544 | 33,0 | 4       |
| SPD                                           | 232.545 | 30,3 | 4       |
| DVP                                           | 90.633  | 14,6 | 2       |
| DDP                                           | 66.641  | 8,7  | 1       |
| KPD                                           | 51.782  | 6,7  | 1       |
| Nationalsozialistische Freiheitspartei - NSFP | 20.030  | 2,7  | 0       |
| Wirtschaftspartei des Deutschen Mittelstandes | 9.465   | 1,2  | 0       |
| Zentrum                                       | 8.146   | 1,1  | 0       |
| Schleswigscher Verein                         | 5.141   | 0,7  | 0       |
| USPD                                          | 3.499   | 0,5  | 0       |
| Deutsch-Soziale Partei - DSP                  | 1.811   | 0,7  | 0       |
| FWB                                           | 1.770   | 0,2  | 0       |
| Haeusserbund - HaB                            | 252     | 0,2  | 0       |
| Quelle:                                       |         |      |         |

gewählte Abgeordnete im Wahlkreis 13 (Schleswig-Holstein)
| Name                                | Partei/Fraktion | LP |
| ----------------------------------- | --------------- | -- |
| Ernst Oberfohren                    | DNVP            | 1  |
| Richard Thomsen                     | DNVP            | 2  |
| Paul Eggers                         | DNVP            | 3  |
| Peter Bossen                        | DNVP            | 4  |
| Louise Schroeder                    | SPD             | 1  |
| Otto Eggerstedt                     | SPD             | 2  |
| Max Richter                         | SPD             | 3  |
| Louis Biester                       | SPD             | 4  |
| Heinrich Runkel                     | DVP             | 1  |
| Ernst Hamkens                       | DVP             | 2  |
| Johann-Heinrich Graf von Bernstorff | DDP             | 1  |
| Hugo Urbahns                        | KPD             | ?  |
| Quelle:                             |                 |    |

LP: Listenplatz auf dem Kreiswahlvorschlag der jeweiligen Partei

#### Reichstagswahl vom 20. Mai 1928

##### Wahlergebnis im Kreis Pinneberg
| Wahlberechtigte:   | 67.607 |
| Wahlbeteiligung:   | 78,8 % |
| ungültige Stimmen: | 1,9 %  |

| Partei                                                 | %    |
| ------------------------------------------------------ | ---- |
| SPD                                                    | 33,5 |
| DNVP                                                   | 23,3 |
| DVP                                                    | 14,7 |
| KPD                                                    | 8,6  |
| DDP                                                    | 7,0  |
| Völkisch-nationaler Block - VNB                        | 5,1  |
| Wirtschaftspartei des Deutschen Mittelstandes          | 4,0  |
| Zentrum                                                | 0,7  |
| Christlich-Nationale Bauern- und Landvolkpartei - CNBL | 0,3  |
| Sonstige                                               | 2,7  |

##### Wahlergebnis im Wahlkreis 13 (Schleswig-Holstein)
| Wahlberechtigte:    | 1.041.236 |
| abgegebene Stimmen: | 800.905   |
| Wahlbeteiligung:    | 76,9 %    |
| ungültige Stimmen:  | 11.891    |
| gültige Stimmen:    | 789.014   |

| Partei                                                                | Stimmen | in % | Mandate |
| --------------------------------------------------------------------- | ------- | ---- | ------- |
| SPD                                                                   | 278.858 | 35,3 | 4       |
| DNVP                                                                  | 181.086 | 23,0 | 3       |
| DVP                                                                   | 107.959 | 13,7 | 2       |
| KPD                                                                   | 62.144  | 7,9  | 1       |
| DDP                                                                   | 44.783  | 5,7  | 1       |
| Wirtschaftspartei des Deutschen Mittelstandes                         | 42.096  | 5,5  | 0       |
| Zentrum                                                               | 8.534   | 1,1  | 0       |
| Völkisch-nationaler Block - VNB                                       | 8.423   | 1,1  | 0       |
| Reichspartei für Volksrecht und Aufwertung, Reichsarbeitsgemeinschaft | 6.771   | 0,9  | 0       |
| Deutsche Bauernpartei - DBP                                           | 5.648   | 0,7  | 0       |
| Linke Kommunisten - LK                                                | 3.748   | 0,5  | 0       |
| Christlich-Nationale Bauern- und Landvolkpartei - CNBL                | 2.478   | 0,3  | 0       |
| Schleswigscher Verein                                                 | 2.435   | 0,3  | 0       |
| Deutsche Haus- und Grundbesitzerpartei - DHGP                         | 1.578   | 0,2  | 0       |
| LDL                                                                   | 301     | 0,0  | 0       |
| Friesland                                                             | 286     | 0,0  | 0       |
| Quelle:                                                               |         |      |         |

gewählte Abgeordnete im Wahlkreis 13 (Schleswig-Holstein)
| Name                 | Partei/Fraktion | LP  | |
| -------------------- | --------------- | --- | --- |
| Louise Schroeder     | SPD             | 1   | |
| Otto Eggerstedt      | SPD             | 2   | |
| Max Richter          | SPD             | 3   | |
| Louis Biester        | SPD             | 4   | |
| Ernst Oberfohren     | DNVP            | 1   | ab 12. Dezember 1929 Fraktionsvorsitzender                                                              |
| Heinrich Gerns       | DNVP            | 2   | |
| Max Soth             | DNVP            | 3   | |
| Heinrich Runkel      | DVP             | 1   | |
| Ernst Hamkens        | DVP             | 2   | |
| Max Maddalena        | KPD             | 2   | der KPD-Listenführer Ernst Thälmann nahm sein errungenes Mandat in Hamburg an                           |
| Theodor Tantzen      | DDP             | 1   | trat am 24. April 1930 aus der DDP aus und legte am 4. Mai 1930 sein Reichstagsmandat nieder            |
| Emilie Kiep-Altenloh | DDP             | (2) | rückte im Mai 1930 für den ausgeschiedenen Abgeordneten Theodor Tantzen in den Deutschen Reichstag nach |
| Quelle:              |                 |     | |

LP: Listenplatz auf dem Kreiswahlvorschlag der jeweiligen Partei

#### Reichstagswahl vom 14. September 1930

##### Wahlergebnis im Kreis Pinneberg
| Wahlberechtigte:   | 72.634 |
| Wahlbeteiligung:   | 84,9 % |
| ungültige Stimmen: | 1,2 %  |

| Partei                                                 | %    |
| ------------------------------------------------------ | ---- |
| NSDAP                                                  | 34,1 |
| SPD                                                    | 27,8 |
| KPD                                                    | 10,5 |
| DVP                                                    | 7,8  |
| DNVP                                                   | 4,7  |
| Deutsche Staatspartei - DStP                           | 4,3  |
| Wirtschaftspartei des Deutschen Mittelstandes          | 2,9  |
| CSVD                                                   | 2,9  |
| Konservative Volkspartei - KVP                         | 1,3  |
| Zentrum                                                | 0,7  |
| Christlich-Nationale Bauern- und Landvolkpartei - CNBL | 0,3  |
| Sonstige                                               | 1,7  |

##### Wahlergebnis im Wahlkreis 13 (Schleswig-Holstein)
| Wahlberechtigte:    | 1.088.285 |
| abgegebene Stimmen: | 898.478   |
| Wahlbeteiligung:    | 82,7 %    |
| ungültige Stimmen:  | 7.496     |
| gültige Stimmen:    | 890.982   |

| Partei                                                                     | Stimmen | in % | Mandate |
| -------------------------------------------------------------------------- | ------- | ---- | ------- |
| SPD                                                                        | 265.386 | 29,8 | 4       |
| NSDAP                                                                      | 240.365 | 27,0 | 4       |
| KPD                                                                        | 94.369  | 10,6 | 1       |
| DVP                                                                        | 64.503  | 7,2  | 1       |
| DNVP                                                                       | 54.588  | 6,1  | 1       |
| Deutsche Staatspartei - DStP                                               | 42.262  | 4,7  | 0       |
| Wirtschaftspartei/Reichspartei des deutschen Mittelstandes                 | 35.718  | 4,0  | 0       |
| Deutsches Landvolk (Christlich-Nationale Bauern- und Landvolkpartei) - DLV | 33.880  | 3,8  | 0       |
| Konservative Volkspartei - KVP                                             | 17.974  | 2,0  | 0       |
| CSVD                                                                       | 16.314  | 1,8  | 0       |
| Zentrum                                                                    | 9.200   | 1,0  | 0       |
| Christlich-Soziale Volksgemeinschaft - (CSVG)                              | 3.876   | 0,4  | 0       |
| Volksrecht-Partei                                                          | 3.631   | 0,4  | 0       |
| Deutsche Bauernpartei - DBP                                                | 3.323   | 0,4  | 0       |
| Schleswigscher Verein                                                      | 1.745   | 0,2  | 0       |
| HuG                                                                        | 1.187   | 0,1  | 0       |
| USPD                                                                       | 878     | 0,1  | 0       |
| MPNVG                                                                      | 577     | 0,1  | 0       |
| Polnische Volkspartei PVP                                                  | 405     | 0,0  | 0       |
| Friesland                                                                  | 226     | 0,0  | 0       |
| Quelle:                                                                    |         |      |         |

gewählte Abgeordnete im Wahlkreis 13 (Schleswig-Holstein)
| Name                | Partei/Fraktion | LP   | |
| ------------------- | --------------- | ---- | --- |
| Louise Schroeder    | SPD             | 1    | |
| Otto Eggerstedt     | SPD             | 2    | |
| Max Richter         | SPD             | 3    | |
| Louis Biester       | SPD             | 4    | |
| Anton Franzen       | NSDAP           | 1    | schied am 30. September 1931 aus dem Reichstag aus |
| Joachim Meyer-Quade | NSDAP           | 2    | schied am 24. Mai 1932 aus dem Reichstag aus |
| Adolf Thormählen    | NSDAP           | 3    | |
| Bruno Stamer        | NSDAP           | 4    | |
| Martin Matthiessen  | NSDAP           | (9)  | rückte am 1. Oktober 1931 für Anton Franzen nach |
| Ferdinand Schramm   | NSDAP           | (10) | rückte am 31. Mai 1932 für Joachim Meyer-Quade nach |
| Christian Heuck     | KPD             | 3    | der KPD-Listenführer Ernst Thälmann nahm sein errungenes Mandat in Hamburg an, die auf Platz 2 platzierte Elise Augustat wurde über den Reichswahlvorschlag der KPD in den Reichstag gewählt |
| Anton Schifferer    | DVP             | 1    | |
| Ernst Oberfohren    | DNVP            | 1    | |
| Quelle:             |                 |      | |

LP: Listenplatz auf dem Kreiswahlvorschlag der jeweiligen Partei

#### Reichstagswahl vom 31. Juli 1932

##### Wahlergebnis im Kreis Pinneberg
| Wohnbevölkerung:   | 97.750 |         |
| Wahlberechtigte:   | 77.900 |         |
| Wählende:          | 68.714 |         |
| Wahlbeteiligung:   | 88,2 % |         |
| ungültige Stimmen: | 800    | (1,2 %) |
| gültige Stimmen:   | 67.914 |         |
| Quelle:            |        |         |

| Partei  | Stimmen | in % |
| ------- | ------- | ---- |
| NSDAP   | 35.255  | 45,3 |
| SPD     | 17.726  | 22,8 |
| KPD     | 7.717   | 9,9  |
| DNVP    | 3.413   | 4,4  |
| DStP    | 1.062   | 1,4  |
| DVP     | 818     | 1,1  |
| CSVD    | 815     | 1,0  |
| Zentrum | 523     | 0,7  |
| RPdM    | 94      | 0,1  |
| CNBLP   | 47      | 0,1  |
| Andere  | 444     | 0,6  |

##### Wahlergebnis im Wahlkreis 13 (Schleswig-Holstein)
| Wohnbevölkerung:   | 1.566.859 |         |
| Wahlberechtigte:   | 1.141.392 |         |
| Wählende:          | 1.001.060 |         |
| Wahlbeteiligung:   | 87,7 %    |         |
| ungültige Stimmen: | 8.492     | (1,2 %) |
| gültige Stimmen:   | 992.568   |         |
| Quelle:            |           |         |

| Partei                                                                                         | Stimmen | in % | Mandate |
| ---------------------------------------------------------------------------------------------- | ------- | ---- | ------- |
| NSDAP                                                                                          | 506.117 | 51,0 | 8       |
| SPD                                                                                            | 259.634 | 26,2 | 4       |
| KPD                                                                                            | 106.058 | 10,7 | 1       |
| DNVP                                                                                           | 64.767  | 6,5  | 1       |
| DStP                                                                                           | 14.036  | 1,4  | 0       |
| DVP                                                                                            | 14.031  | 1,4  | 0       |
| Zentrum                                                                                        | 12.277  | 1,2  | 0       |
| Christlich-Sozialer Volksdienst - CSVD                                                         | 6.846   | 0,7  | 0       |
| Wirtschaftspartei/Reichspartei des deutschen Mittelstandes                                     | 1.734   | 0,2  | 0       |
| Schleswigsche und Friesische Heimat                                                            | 1.511   | 0,2  | 0       |
| Radikaler Mittelstand - RMS                                                                    | 1.260   | 0,1  | 0       |
| Sozialistische Arbeiterpartei Deutschlands - SAPD                                              | 1.245   | 0,1  | 0       |
| Nationalsozialistische Kleinrentner, Inflationsgeschädigte und Vorkriegsgeldbesitzer - (NSKIV) | 601     | 0,1  | 0       |
| Nationalsozialistische Kriegsteilnehmer, Kriegsbeschädigte und Kriegshinterbliebene - (NSKKK)  | 488     | 0,0  | 0       |
| Freiwirtschaftliche Partei Deutschlands (Partei für die krisenfreie Volkswirtschaft) - FWB     | 465     | 0,0  | 0       |
| Christlich-Nationale Bauern- und Landvolkpartei - Deutsches Landvolk (CNBLP)                   | 412     | 0,0  | 0       |
| Nationale Freiheitspartei Deutschlands - (NFPD)                                                | 229     | 0,0  | 0       |
| Landwirte, Haus- und Grundbesitzer - (LHuG)                                                    | 216     | 0,0  | 0       |
| Arbeiter- und Bauernpartei Deutschlands (Christlich-Radikale Volksfront) - (ABDCV)             | 116     | 0,0  | 0       |
| Kampfgemeinschaft der Arbeiter und Bauern (KAB)                                                | 99      | 0,0  | 0       |
| Quelle:                                                                                        |         |      |         |

gewählte Abgeordnete im Wahlkreis 13 (Schleswig-Holstein)
| Name               | Partei/Fraktion | LP |                                                                                      |
| ------------------ | --------------- | -- | ------------------------------------------------------------------------------------ |
| Hinrich Lohse      | NSDAP           | 1  | schied am 2. September 1932 aus dem Reichstag aus                                    |
| Martin Matthiessen | NSDAP           | 2  |                                                                                      |
| Bruno Stamer       | NSDAP           | 3  |                                                                                      |
| Theodor Fründt     | NSDAP           | 4  |                                                                                      |
| Adolf Thormählen   | NSDAP           | 5  |                                                                                      |
| Ferdinand Schramm  | NSDAP           | 6  |                                                                                      |
| Claus Hans         | NSDAP           | 7  |                                                                                      |
| Paul Moder         | NSDAP           | 8  |                                                                                      |
| Heinrich Backhaus  | NSDAP           |    | rückte am 10. September 1932 für den ausgeschiedenen Abgeordneten Hinrich Lohse nach |
| Louise Schroeder   | SPD             | 1  |                                                                                      |
| Otto Eggerstedt    | SPD             | 2  |                                                                                      |
| Max Richter        | SPD             | 3  |                                                                                      |
| Louis Biester      | SPD             | 4  |                                                                                      |
| Christian Heuck    | KPD             | 1  |                                                                                      |
| Ernst Oberfohren   | DNVP            | 1  |                                                                                      |
| Quelle:            |                 |    |                                                                                      |

LP: Listenplatz auf dem Kreiswahlvorschlag der jeweiligen Partei

#### Reichstagswahl vom 6. November 1932

##### Wahlergebnis im Kreis Pinneberg
| Wohnbevölkerung:   | 100.326 |         |
| Wahlberechtigte:   | 79.972  |         |
| Wählende:          | 68.151  |         |
| Wahlbeteiligung:   | 85,2 %  |         |
| ungültige Stimmen: | 905     | (1,3 %) |
| gültige Stimmen:   | 67.246  |         |
| Quelle:            |         |         |

| Partei  | Stimmen | in % |
| ------- | ------- | ---- |
| NSDAP   | 31.326  | 46,6 |
| SPD     | 16.248  | 24,2 |
| KPD     | 9.377   | 13,9 |
| DNVP    | 5.911   | 8,8  |
| DVP     | 1.334   | 1,5  |
| DStP    | 1.022   | 1,4  |
| CSVD    | 912     | 1,4  |
| Zentrum | 486     | 0,7  |
| RPdM    | 147     | 0,2  |
| Andere  | 447     | 0,7  |

##### Wahlergebnis im Wahlkreis 13 (Schleswig-Holstein)
| Wohnbevölkerung:   | 1.566.859 |
| Wahlberechtigte:   | 1.124.451 |
| Wählende:          | 954.672   |
| Wahlbeteiligung:   | 84,9 %    |
| ungültige Stimmen: | 9.516     |
| gültige Stimmen:   | 945.156   |
| Quelle:            |           |

| Partei                                                                                     | Stimmen | in % | Mandate |
| ------------------------------------------------------------------------------------------ | ------- | ---- | ------- |
| NSDAP                                                                                      | 431.989 | 46,6 | 7       |
| SPD                                                                                        | 233.530 | 24,7 | 4       |
| KPD                                                                                        | 125.353 | 13,3 | 1       |
| DNVP                                                                                       | 96.944  | 10,3 | 1       |
| DVP                                                                                        | 20.294  | 2,1  | 0       |
| DStP                                                                                       | 11.449  | 1,2  | 0       |
| Zentrum                                                                                    | 9.717   | 1,0  | 0       |
| CSVD                                                                                       | 7.799   | 0,8  | 0       |
| Schleswigsche und Friesische Heimat                                                        | 1.649   | 0,2  | 0       |
| Radikaler Mittelstand                                                                      | 1.479   | 0,2  | 0       |
| Wirtschaftspartei / Reichspartei des deutschen Mittelstands                                | 1.432   | 0,2  | 0       |
| Sozialistische Arbeiterpartei Deutschlands - SAPD                                          | 743     | 0,1  | 0       |
| Kleinrentner, Inflationsgeschädigte und Vorkriegsgeldbesitzer                              | 647     | 0,1  | 0       |
| FWB - Freiwirtschaftliche Partei Deutschlands (Partei für die krisenfreie Volkswirtschaft) | 569     | 0,1  | 0       |
| Volksrecht-Partei                                                                          | 462     | 0,1  | 0       |
| Enteigneter Mittelstand                                                                    | 395     | 0,0  | 0       |
| Nationale Freiheitspartei Deutschlands - NFPD                                              | 299     | 0,0  | 0       |
| Sozial-Republikanische Partei Deutschlands - (SRPD)                                        | 180     | 0,0  | 0       |
| Deutsche Reichs-Zins-Bewegung                                                              | 97      | 0,0  | 0       |
| Kampfgemeinschaft der Arbeiter und Bauern                                                  | 84      | 0,0  | 0       |
| Quelle:                                                                                    |         |      |         |

gewählte Abgeordnete im Wahlkreis 13 (Schleswig-Holstein)
| Name               | Partei/Fraktion | LP |
| ------------------ | --------------- | -- |
| Martin Matthiessen | NSDAP           | 1  |
| Bruno Stamer       | NSDAP           | 2  |
| Theodor Fründt     | NSDAP           | 3  |
| Ferdinand Schramm  | NSDAP           | 4  |
| Claus Hans         | NSDAP           | 5  |
| Wilhelm Grezesch   | NSDAP           | 6  |
| Paul Moder         | NSDAP           | 7  |
| Louise Schroeder   | SPD             | 1  |
| Otto Eggerstedt    | SPD             | 2  |
| Max Richter        | SPD             | 3  |
| Louis Biester      | SPD             | 4  |
| Christian Heuck    | KPD             | 1  |
| Reinhold Jürgensen | KPD             | 2  |
| Ernst Oberfohren   | DNVP            | 1  |
| Quelle:            |                 |    |

LP: Listenplatz auf dem Kreiswahlvorschlag der jeweiligen Partei

#### Reichstagswahl vom 5. März 1933

##### Wahlergebnis im Kreis Pinneberg
| Wohnbevölkerung:   | 100.326 |         |
| Wahlberechtigte:   | 80.702  |         |
| Wählende:          | 72.690  |         |
| Wahlbeteiligung:   | 90,1 %  |         |
| ungültige Stimmen: | 910     | (1,3 %) |
| gültige Stimmen:   | 71.780  |         |
| Quelle:            |         |         |

| Partei                                 | Stimmen | in % |
| -------------------------------------- | ------- | ---- |
| NSDAP                                  | 38.508  | 53,6 |
| SPD                                    | 15.904  | 22,2 |
| KPD                                    | 8.308   | 11,6 |
| Kampffront Schwarz-Weiß-Rot            | 5.983   | 8,3  |
| Christlich-Sozialer Volksdienst - CSVD | 949     | 1,4  |
| DVP                                    | 921     | 1,3  |
| DStP                                   | 669     | 0,9  |
| Zentrum                                | 501     | 0,7  |
| Deutsche Bauernpartei - DBP            | 21      | 0,0  |
| Sozialistische Kampfgemeinschaft       | 16      | 0,0  |

##### Wahlergebnis im Wahlkreis 13 (Schleswig-Holstein)
| Wohnbevölkerung:   | 1.566.859 |         |
| Wahlberechtigte:   | 1.133.150 |         |
| Wählende:          | 1.014.325 |         |
| Wahlbeteiligung:   | 89,5 %    |         |
| ungültige Stimmen: | 9.744     | (1,0 %) |
| gültige Stimmen:   | 1.004.581 |         |
| Quelle:            |           |         |

| Partei                                 | Stimmen | in % | Mandate |
| -------------------------------------- | ------- | ---- | ------- |
| NSDAP                                  | 519.983 | 53,3 | 8       |
| SPD                                    | 214.248 | 21,9 | 4       |
| KPD                                    | 105.502 | 10,8 | 2       |
| Kampffront Schwarz-Weiß-Rot            | 98.343  | 10,1 | 1       |
| DVP                                    | 12.860  | 1,3  | 0       |
| Zentrum                                | 9.990   | 1,0  | 0       |
| Deutsche Staatspartei - DStP           | 7.757   | 0,8  | 0       |
| Christlich-Sozialer Volksdienst - CSVD | 7.030   | 0,7  | 0       |
| Sozialistische Kampfgemeinschaft       | 257     | 0,0  | 0       |
| Deutsche Bauernpartei - DBP            | 234     | 0,0  | 0       |
| Quelle:                                |         |      |         |

gewählte Abgeordnete im Wahlkreis 13 (Schleswig-Holstein)
| Name                  | Partei/Fraktion             | LP  |                                                                               |
| --------------------- | --------------------------- | --- | ----------------------------------------------------------------------------- |
| Martin Matthiessen    | NSDAP                       | 1   |                                                                               |
| Bruno Stamer          | NSDAP                       | 2   |                                                                               |
| Johann Friedrich Jebe | NSDAP                       | 3   |                                                                               |
| Ferdinand Schramm     | NSDAP                       | 4   |                                                                               |
| Paul Moder            | NSDAP                       | 5   |                                                                               |
| Claus Hans            | NSDAP                       | 6   |                                                                               |
| Adolf Thormählen      | NSDAP                       | 7   |                                                                               |
| Hans Gewecke          | NSDAP                       | 8   |                                                                               |
| Louise Schroeder      | SPD                         | 1   |                                                                               |
| Otto Eggerstedt       | SPD                         | 2   |                                                                               |
| Max Richter           | SPD                         | 3   |                                                                               |
| Louis Biester         | SPD                         | 4   |                                                                               |
| Christian Heuck       | KPD                         | 1   |                                                                               |
| Ernst Oberfohren      | Kampffront Schwarz-Weiß-Rot | 1   | schied am 31. März 1933 aus dem Reichstag aus                                 |
| Rudolf Lange          | Kampffront Schwarz-Weiß-Rot | (2) | rückte am 7. April 1933 für den Abgeordneten Oberfohren in den Reichstag nach |
| Quelle:               |                             |     |                                                                               |

LP: Listenplatz auf dem Kreiswahlvorschlag der jeweiligen Partei

### Wahlen während der Zeit des Nationalsozialismus (November 1933 – 1945)
Das Wahlrecht in der Zeit des Nationalsozialismus fußte im Grundsatz auf dem Wahlrecht der Weimarer Republik, gemäß diesen Regelungen wurde für je 60.000 abgegebene Stimmen ein Sitz im Reichstag erteilt. Da die Wahlbeteiligungen und die Zahl der Ja-Stimmen sehr hoch war (bei der Reichstagswahl 1938 jeweils über 99 %), aber auch wegen der neu zum Reich gekommenen Gebiete, dazu zählten neben Österreich u. a. auch das Sudetenland, das Memelland und die Freie Stadt Danzig, die alle 1938 und 1939 annektiert wurden, nahm das Parlament bedeutend größere Ausmaße an als noch zu Beginn des Jahres 1933, zuletzt gab es 876 Abgeordnete.
Durch verschiedene diktatorische Gesetze und Maßnahmen, wie beispielsweise das sogenannte Ermächtigungsgesetz vom 24. März 1933, das Verbot aller Parteien außer der NSDAP und die systematische Missachtung der Grundrechte, wurde dieses jedoch ihres demokratischen Wesensgehalts beraubt. Die Gliedstaatenebene wurde mit der Reichsebene gleichgeschaltet, und das Amt des Reichspräsidenten nach dem Tod des Amtsinhabers Paul von Hindenburg de facto abgeschafft. Trotzdem wurde auch im Nationalsozialismus der Reichstag gewählt, in dem seit Verbot der übrigen Parteien im Juli 1933 nur noch Nationalsozialisten saßen. Wahlen dienten nicht mehr dazu, zwischen verschiedenen Parteien und Politiker auszuwählen. Außerdem organisierten die Nationalsozialisten Volksabstimmungen. Der Sinn von Wahlen und Abstimmungen in der Diktatur bestand darin, das Volk zu mobilisieren und zu politisieren sowie die vorgebliche Unterstützung des Volkes für die Diktatur zu demonstrieren.
Im Nationalsozialismus wurden Frauen wieder vom passiven Wahlrecht ausgeschlossen.
Insgesamt fanden in den Jahren der Nationalsozialistischen Diktatur drei undemokratische Reichstagswahlen und drei Volksabstimmungen statt. Alle diese Stimmgänge waren Scheinwahlen, bei denen die Grundsätze einer freien Wahl oder Abstimmung systematisch verletzt wurden. Der deutsche Reichstag war von November 1933 bis 1945 ein Scheinparlament und hatte mit der Verabschiedung des Ermächtigungsgesetzes seine Gesetzgebungskompetenzen faktisch an die Reichsregierung (Kabinett Hitler) abgetreten. Ab Juli 1933 bildete die NSDAP die einzige Fraktion. Mangels wesentlicher parlamentarischer Kompetenzen sowie wegen des regelmäßigen Singens der Nationalhymne wurde er, als Flüsterwitz, der „teuerste Gesangsverein Deutschlands“ genannt.

#### Reichstagswahl vom 12. November 1933
Innenpolitisch war die Zeit seit der Reichstagswahl vom März 1933 von der Ausschaltung der politischen Gegner des Nationalsozialismus geprägt. Die letzte Sitzung des Reichstages fand am 17. Mai statt, als sich die KPD bereits in der Illegalität befand. Kurz nach dem Betätigungsverbot für die SPD als „staats- und volksfeindliche Partei“ (22. Juni 1933) lösten sich sämtliche Parteien mit Ausnahme der NSDAP selbst auf. Am 14. Juli wurde das Gesetz gegen die Neubildung von Parteien erlassen, damit wurde die NSDAP zur einzigen legalen politischen Organisation.
In außenpolitischer Hinsicht war das Deutsche Reich weitgehend isoliert. Dies zeigte sich auf der Genfer Abrüstungskonferenz (Februar 1932 bis Juni 1934). Stand Deutschland 1932 kurz davor, militärisch gleichberechtigt zu werden, war davon nun keine Rede mehr. Stattdessen schlug das Vereinigte Königreich ein System vor, um die deutsche Aufrüstung zu kontrollieren. Daraufhin ließ Hitler am 14. Oktober 1933 die Abrüstungsverhandlungen abbrechen und den Austritt aus dem Völkerbund bekanntgeben. Dieser Schritt war in weiten Kreisen der Bevölkerung durchaus populär. Der Austritt aus dem Völkerbund sollte durch eine Volksabstimmung legitimiert werden, um mit der erwarteten hohen Zustimmung im Rücken der feindlichen Rhetorik anderer Regierungen entgegentreten zu können.
Gleichzeitig sollte eine Reichstagswahl stattfinden, da die im März 1933 vor der Machtergreifung gewählten Parlamentarier theoretisch weiterhin ihr Reichstagsmandat innehatten. Mit der erneuten Wahl im November 1933 sollte nun ein ausschließlich ‚nationaler‘ Reichstag formiert werden. Dementsprechend war nur eine Einheitsliste zugelassen. Diese Liste wurde vom Reichsministerium des Innern in Zusammenarbeit mit der NSDAP zusammengestellt. Die meisten Bewerber waren NSDAP-Mitglieder und -Aktivisten. Es wurden aber auch ehemalige Angehörige von DNVP, DVP, Zentrum oder BVP aufgestellt, um eine gewisse Pluralität vorzutäuschen.
Da außer der NSDAP keine weiteren Parteien zur Wahl zugelassen waren, war sie als einzige auf dem Wahlzettel aufgeführt. Sie trat reichsweit mit einer Einheitsliste an, von der die ersten zehn Kandidaten namentlich auf dem Stimmzettel genannt waren. Sieben der aufgeführten Personen waren Mitglieder der NSDAP (Adolf Hitler, Rudolf Heß, Wilhelm Frick, Hermann Göring, Joseph Goebbels, Ernst Röhm und Walther Darré), drei weitere entstammten der Kampffront Schwarz-Weiß-Rot (Franz Seldte, Franz von Papen und Alfred Hugenberg). Wie bereits zu Zeiten der Weimarer Republik festgelegt, gab es einen Sitz je 60.000 abgegebene Stimmen.
Die 661 Nominierten auf der Einheitsliste zogen in den Reichstag ein. Von ihnen waren 639 Mitglieder der NSDAP, 22 waren als Gäste bezeichnete Parteilose. Unter den Abgeordneten befanden sich weder Juden noch Frauen; die meisten Gewählten hatten ein Alter von 30 bis 45 Jahren.
Leere Stimmzettel wurden als Zustimmung zur Liste der NSDAP gewertet. Lediglich Stimmzettel mit einer deutlichen Ablehnung des Wahlvorschlags wurden als ungültig gewertet. Leere Stimmumschläge wurden im amtlichen Endergebnis gesondert ausgewiesen und nicht zu den ungültigen Stimmen gerechnet.

##### Wahlergebnis im Kreis Pinneberg
| Wohnbevölkerung:            | 116.472 |        |
| Wahlberechtigte:            | 82.854  |        |
| Wahlenthaltung:             | 5.029   | 6,1 %  |
| Wählende:                   | 77.825  |        |
| Wahlbeteiligung:            | 93,9 %  |        |
| ungültige und Nein-Stimmen: | 8.830   | 11,4 % |
| gültige Ja-Stimmen:         | 68.995  | 88,6 % |
| Quelle:                     |         |        |

##### Wahlergebnis im Wahlkreis 13 (Schleswig-Holstein)
| Wohnbevölkerung:            | 1.642.975 | *      |
| Wahlberechtigte:            | 1.154.020 |        |
| Wahlenthaltung:             | 71.224    | 6,2 %  |
| Wählende:                   | 1.082.796 |        |
| Wahlbeteiligung:            | 93,8 %    |        |
| ungültige und Nein-Stimmen: | 112.263   | 10,4 % |
| gültige Ja-Stimmen:         | 970.533   | 89,6 % |
| Quelle:                     |           |        |

(*) Hinweis: In der Statistik des Deutschen Reichs sind leicht abweichende Zahlen genannt, in den Tabellen der Quelle hingegen die Summe der amtlich ausgewiesenen und ausgewerteten Gebiete.
gewählte Abgeordnete im Wahlkreis 13 (Schleswig-Holstein)

dem Wahlkreis wurden 16 Mandate zuerkannt
| Georg Ahlemann      | NSDAP | lebte in Berlin                             |                                                                      | |
| Erich Boetel        | NSDAP | hauptamtlicher SA-Führer                    |                                                                      | |
| Hans Gewecke        | NSDAP | NSDAP-Kreisleiter Lauenburg                 |                                                                      | |
| Hinrich Lohse       | NSDAP | Gauleiter Schleswig-Holstein                |                                                                      | |
| Martin Matthiessen  | NSDAP | NSDAP-Kreisleiter Süderdithmarschen         |                                                                      | |
| Joachim Meyer-Quade | NSDAP | SA-Führer, Landrat des Kreises Schleswig    |                                                                      | |
| Paul Moder          | NSDAP | SS-Führer                                   |                                                                      | |
| Ferdinand Schramm   | NSDAP | NSDAP-Kreisleiter Pinneberg                 |                                                                      | |
| Bruno Stamer        | NSDAP | Funktionär der Deutschen Arbeitsfront (DAF) |                                                                      | |
| Wilhelm Struve      | NSDAP | Landesbauernführer                          |                                                                      | |
| Heinrich Wiese      | NSDAP | hauptamtlicher SA-Führer                    |                                                                      | |
| Peter Börnsen       | NSDAP | NSDAP-Kreisleiter Eckernförde               |                                                                      | |
| Werner Stiehr       | NSDAP | NSDAP-Kreisleiter Segeberg                  |                                                                      | |
| Erich Friedrich     | NSDAP | NSDAP-Kreisleiter Stormarn                  |                                                                      | |
| Hans Kummerfeldt    | NSDAP | Gauhandswerkmeister                         |                                                                      | |
| Hermann Hansen      | NSDAP | NSDAP-Kreisleiter Husum                     | trat einen Tag nach der Wahl von seinem Mandat zurück                | rückte für den ausgeschiedenen Abgeordneten Gottfried Krummacher nach, und vertrat bis zum März 1936 den Wahlkreis 23 (Düsseldorf West) |
| Heinrich Schoene    | NSDAP | SA-Führer von Schleswig-Holstein            | wurde nachträglich auf die Kandidatenliste für den Reichstag gesetzt | |
| Quelle:             |       |                                             |                                                                      | |

#### Reichstagswahl vom 29. März 1936
Außer der NSDAP waren keine weiteren Parteien zur Wahl zugelassen. Auf dem Stimmzettel waren sieben Kandidaten namentlich aufgeführt: Als einziger mit vollem Namen und größerer Schrift Adolf Hitler, danach folgten stets und nur mit Nachnamen Rudolf Heß, Wilhelm Frick, Hermann Göring und Joseph Goebbels. Es folgten zwei weitere ebenfalls nur mit Nachnamen genannte Personen, die für den jeweiligen Wahlkreis kandidierten. Wie bereits zu Zeiten der Weimarer Republik festgelegt, gab es für je 60.000 abgegebene Stimmen je einen Sitz, weswegen 741 der auf der Einheitsliste Nominierten in den Reichstag einzogen. 722 waren Mitglieder der NSDAP, 19 waren als Gäste bezeichnete Parteilose. Unter den Abgeordneten befanden sich keine Frauen.
Am 15. September 1935 verloren Menschen, die von den Nationalsozialisten als „rassisch jüdisch“ eingeordnet wurden, ihr Wahlrecht durch die Nürnberger Gesetze. Zwar hatte das Wahlrecht sowieso seine Bedeutung als demokratisches Machtmittel verloren, doch das Wahlverbot betonte den Ausschluss der Juden aus der nationalen Gemeinschaft noch einmal nachdrücklich.
Offiziell lag die Wahlbeteiligung bei 99,01 %. Leere Stimmzettel wurden als Zustimmung zur Liste der NSDAP gewertet. Lediglich Stimmzettel mit einer deutlichen Ablehnung des Wahlvorschlags wurden als ungültig gewertet. Leere Stimmumschläge wurden im amtlichen Endergebnis gesondert ausgewiesen und nicht zu den ungültigen Stimmen gerechnet.
Auf jedem Reichstags-Stimmzettel war lediglich ein Kreis für die NSDAP aufgedruckt, deshalb konnte durch ein Kreuz eine Ja-Stimme abgegeben werden oder der Stimmzettel entweder leer bleiben oder durchgestrichen werden bzw. mit Beschriftungen der eigene Unwille ausgedrückt werden. Damit ist es nicht möglich – wie bei Wahlen mit mehreren Parteien – zwischen ungültigen Stimmzetteln und gültigen Stimmzetteln zu differenzieren. Auch daher erreichte die Liste der NSDAP offiziell 98,8 % der abgegebenen Stimmen. Nur 1,2 % der abgegebenen Stimmen wurden z. B. wegen abweichender Markierungen auf dem Stimmzettel als ungültig gewertet.
Nach der Wahl wurde eine neue Zählung der Legislaturperioden dekretiert. Es begann nun die 3. Wahlperiode. Die VIII. Wahlperiode (März bis November 1933) und die IX. Wahlperiode (November 1933 bis März 1936) wurden nachträglich in 1. und 2. Wahlperiode umgedeutet, um die „Zäsur mit dem Machtantritt Hitlers deutlich werden zu lassen.“
Der Reichstag hatte zu diesem Zeitpunkt keine praktisch politische Bedeutung mehr und diente vor allem als Bühne für propagandistisch wichtige Anlässe. So tagte der 3. Reichstag in der Zeit des Nationalsozialismus insgesamt nur drei Mal. Bei seiner ersten Sitzung am 30. Januar 1937 beschloss er die Verlängerung des sogenannten „Ermächtigungsgesetzes“, am 20. Februar 1938 hielt Hitler im Reichstag eine Rede zum 5-jährigen Jubiläum der Machtergreifung und nur kurz darauf, am 18. März 1938, kam der Reichstag zusammen, um nach dem Anschluss Österreichs die Erklärung seiner Auflösung und Neuwahlen für den 10. April 1938 entgegenzunehmen.

##### Wahlergebnis im Kreis Pinneberg
| Wohnbevölkerung:            | 116.472 | *      |
| Wahlberechtigte 1:          | 83.804  | **     |
| abgegebene Stimmscheine:    | 2.835   |        |
| Wahlberechtigte 2:          | 86.639  | ***    |
| Wahlenthaltung:             | 1.654   | 1,9 %  |
| Wählende:                   | 84.985  |        |
| Wahlbeteiligung:            | 98,1 %  |        |
| ungültige und Nein-Stimmen: | 2.771   | 3,3 %  |
| gültige Ja-Stimmen:         | 82.214  | 96,7 % |
| Quelle:                     |         |        |

(*) In der Statistik des Deutschen Reichs sind leicht abweichende Zahlen genannt, in den Tabellen hingegen die Summe der ausgewiesenen und in der Quelle ausgewerteten Gebiete.
(**) Wahlberechtigte 1 = laut Stimmliste (d. h. in den Wahllokalen gemeldete Wahlberechtigte unter Abzug derjenigen, die einen Stimmschein beantragt hatten);
(***) Wahlberechtigte 2 = Wahlberechtigte 1 zuzüglich derjenigen, die in den Wahllokalen mit einem Stimmschein gewählt hatten. Dies ist die tatsächliche Anzahl der Wahlberechtigten in den ausgewerteten Gebieten.

##### Wahlergebnis im Wahlkreis 13 (Schleswig-Holstein)
| Wohnbevölkerung:            | 1.642.975 | *      |
| Wahlberechtigte 1:          | 1.112.780 | **     |
| abgegebene Stimmscheine:    | 52.187    |        |
| Wahlberechtigte 2:          | 1.164.967 | ***    |
| Wahlenthaltung:             | 27.264    | 2,3 %  |
| Wählende:                   | 1.137.703 |        |
| Wahlbeteiligung:            | 97,7 %    |        |
| ungültige und Nein-Stimmen: | 22.782    | 2,0 %  |
| gültige Ja-Stimmen:         | 1.114.921 | 98,0 % |
| Quelle:                     |           |        |

(*) In der Statistik des Deutschen Reichs sind leicht abweichende Zahlen genannt, in den Tabellen hingegen die Summe der ausgewiesenen und in der Quelle ausgewerteten Gebiete.
(**) Wahlberechtigte 1 = laut Stimmliste (d. h. in den Wahllokalen gemeldete Wahlberechtigte unter Abzug derjenigen, die einen Stimmschein beantragt hatten);
(***) Wahlberechtigte 2 = Wahlberechtigte 1 zuzüglich derjenigen, die in den Wahllokalen mit einem Stimmschein gewählt hatten. Dies ist die tatsächliche Anzahl der Wahlberechtigten in den ausgewerteten Gebieten.
gewählte Abgeordnete im Wahlkreis 13 (Schleswig-Holstein)

dem Wahlkreis wurden 18 Abgeordnete zuerkannt
| Name                | Partei/Fraktion | Funktion im NS-Staat |
| ------------------- | --------------- | --- |
| Hinrich Lohse       | NSDAP           | Gauleiter Schleswig-Holstein |
| Georg Ahlemann      | NSDAP           | lebte in Berlin |
| Hans Beeck          | NSDAP           | SS-Untersturmführer, war Träger des Goldenen Parteiabzeichens der NSDAP und ein Vertrauter von NSDAP-Gauleiter Hinrich Lohse. Trotz seiner eher „untergeordneten“ Position war Beeck einer der wichtigsten NS-Vertreter im Gau der NSDAP. |
| Peter Börnsen       | NSDAP           | NSDAP-Kreisleiter Eckernförde |
| Alfred Frauenfeld   | NSDAP           | Geschäftsführer der Reichstheaterkammer |
| Roland Freisler     | NSDAP           | Staatssekretär im Reichs- und Preußischen Justizministerium und Vorsitzender der Strafrechtsabteilung der Akademie für Deutsches Recht |
| Erich Friedrich     | NSDAP           | NSDAP-Kreisleiter Stormarn |
| Hans Gewecke        | NSDAP           | NSDAP-Kreisleiter Lauenburg |
| Hans Kummerfeldt    | NSDAP           | Gauhandswerkmeister |
| Martin Matthiessen  | NSDAP           | NSDAP-Kreisleiter Süderdithmarschen |
| Joachim Meyer-Quade | NSDAP           | SA-Führer der Gruppe Nordmark |
| Georg Rau           | NSDAP           | SA-Brigadeführer |
| Ferdinand Schramm   | NSDAP           | NSDAP-Kreisleiter Pinneberg |
| Wilhelm Sieh        | NSDAP           | stellvertretender Gauleiter |
| Jakob Sporrenberg   | NSDAP           | Leiter des SS-Abschnitt XX (Kiel) |
| Werner Stiehr       | NSDAP           | NSDAP-Kreisleiter Segeberg |
| Wilhelm Struve      | NSDAP           | Landesbauernführer |
| Heinrich Wiese      | NSDAP           | hauptamtlicher SA-Führer |
| Quelle:             |                 | |

#### Reichstagswahl vom 10. April 1938
Die Wahl zum Reichstag vom 10. April 1938 fand zugleich mit der Volksabstimmung über den Anschluss Österreichs statt. Es handelte sich um die letzte Reichstagswahl in Deutschland und die letzte Volksabstimmung in der Zeit des Nationalsozialismus. Die NS-Propaganda verwendete dabei erstmals die Bezeichnung „Großdeutscher Reichstag“ und sprach von der „Wiedervereinigung Österreichs mit dem Deutschen Reich“.
Zugelassen war wie bei den beiden vorangegangenen Wahlen nur eine nationalsozialistisch dominierte Einheitsliste. Im Unterschied zu vorherigen Stimmgängen waren im April 1938 Wahl und Abstimmung jedoch weitgehend miteinander verschmolzen, sodass zu Einheitsliste und Anschlussfrage nur geschlossen abgestimmt werden konnte, weswegen 814 der auf der Einheitsliste Nominierten in den Reichstag einzogen. 803 waren Mitglieder der NSDAP, 11 waren als „Gäste“ bezeichnete Parteilose. Dies hatte auch zur Folge, dass es im Gegensatz zu früheren Wahlen möglich war, mit „Nein“ gegen die Einheitsliste zu stimmen.

##### Wahlergebnis im Kreis Pinneberg
| Wohnbevölkerung:   | 98.604 |        |
| Wahlberechtigte:   | 72.343 |        |
| Wählende:          | 71.854 |        |
| Wahlbeteiligung:   | 99,3 % |        |
| ungültige Stimmen: | 208    | 0,3 %  |
| Ja-Stimmen:        | 69.345 | 96,8 % |
| Nein-Stimmen:      | 2.301  | 3,2 %  |
| Quelle:            |        |        |

##### Wahlergebnis im Wahlkreis 13 (Schleswig-Holstein)
| Wohnbevölkerung:   | 1.420.265 |        |
| Wahlberechtigte:   | 1.005.352 |        |
| Wählende:          | 998.390   |        |
| Wahlbeteiligung:   | 99,3 %    |        |
| ungültige Stimmen: | 1.877     | 0,2 %  |
| Ja-Stimmen:        | 981.736   | 98,5 % |
| Nein-Stimmen:      | 14.777    | 1,5 %  |
| Quelle:            |           |        |

gewählte Abgeordnete im Wahlkreis 13 (Schleswig-Holstein)

Bei der Reichstagswahl im April 1938 gab es offiziell nur noch einen Reichswahlvorschlag und keine Kreiswahlvorschläge mehr, doch wurden die Abgeordneten trotzdem nach der Wahl wie gewohnt ihren Wahlkreisen zugeordnet.

dem Wahlkreis wurden 16 Abgeordnete zugeordnet
| Name                | Partei/Fraktion | Funktion im NS-Staat | |
| ------------------- | --------------- | --- | --- |
| Hinrich Lohse       | NSDAP           | Gauleiter Schleswig-Holstein | |
| Hans Beeck          | NSDAP           | SS-Untersturmführer | |
| Peter Börnsen       | NSDAP           | NSDAP-Kreisleiter Eckernförde | |
| Erich Friedrich     | NSDAP           | NSDAP-Kreisleiter Stormarn | |
| Hans Gewecke        | NSDAP           | NSDAP-Kreisleiter Lauenburg | |
| Hans Kummerfeldt    | NSDAP           | Gauhandswerkmeister | |
| Martin Matthiessen  | NSDAP           | NSDAP-Kreisleiter Süderdithmarschen | |
| Joachim Meyer-Quade | NSDAP           | SA-Führer | im Krieg gefallen am 12. September 1939                                                                     |
| Georg Rau           | NSDAP           | SA-Brigadeführer | |
| Ferdinand Schramm   | NSDAP           | Reichshandwerkmeister | |
| Walther Schröder    | NSDAP           | SS-Brigadeführer sowie Polizeipräsident in Lübeck und als SS- und Polizeiführer in Lettland einer der Hauptverantwortlichen für den Mord an den Juden im Reichskommissariat Ostland | |
| Wilhelm Sieh        | NSDAP           | stellvertretender Gauleiter | |
| Werner Stiehr       | NSDAP           | NSDAP-Kreisleiter Segeberg | |
| Wilhelm Struve      | NSDAP           | Landesbauernführer | |
| Heinrich Wiese      | NSDAP           | hauptamtlicher SA-Führer | |
| Heinrich von Sybel  | NSDAP           | | |
| Emil Bannemann      | NSDAP           | Gauhauptstellenleiter der Deutschen Arbeitsfront (DAF) im Gau Schleswig-Holstein | trat am 9. Dezember 1939 im Nachrückverfahren für den Abgeordneten Joachim Meyer-Quade in den Reichstag ein |
| Quelle:             |                 | | |

Die erste Sitzung der neuen Legislaturperiode fand am 30. Januar 1939 statt; zum Reichstagspräsidenten wurde der Luftfahrtsminister Hermann Göring gewählt. Danach kam es durch die Eingliederung des Memellandes im März 1939 und später noch weiterer Gebiete zu einer schrittweisen Aufstockung des Reichstags auf 876 Mitglieder.
Am 25. Januar 1943 wurde die Wahlperiode des Reichstages durch das Gesetz über die Verlängerung der Wahlperiode des Großdeutschen Reichstags bis zum 30. Januar 1947 verlängert. Damit wurde vermieden, während des Krieges Wahlen abhalten zu müssen. Mit der bedingungslosen Kapitulation der Wehrmacht am 8. Mai 1945 (VE-Day) endete der Krieg in Europa, diese Regelung wurde hinfällig und es gab in Deutschland keine weitere Reichstagswahl mehr.